# A Igreja de Jesus Cristo dos Santos dos Últimos Dias
A Igreja de Jesus Cristo dos Santos dos Últimos Dias, informalmente conhecida como Igreja Mórmon ou Igreja SUD, é uma igreja restauracionista não-trinitária cristã e a maior denominação do Movimento dos Santos dos Últimos Dias. A igreja está sediada em Salt Lake City, Utah, nos Estados Unidos, mas estabeleceu congregações e construiu templos ao redor do mundo. Segundo a própria igreja, globalmente tem mais de 17,2 milhões de membros (cerca de 6,8 milhões apenas nos EUA), mais de 99 mil missionários voluntários e 350 templos.
A igreja foi fundada no oeste do estado de Nova Iorque em 1830 por Joseph Smith Jr. durante o Segundo Grande Despertar. Sob a sua liderança, a sede da igreja mudou-se sucessivamente para Ohio, Missouri e Illinois. Após a morte de Smith em 1844 e a resultante crise de sucessão, a maioria de seus seguidores ficou do lado de Brigham Young, que conduziu a igreja à sua atual sede em Salt Lake City. Young e seus sucessores continuaram o crescimento da igreja, primeiro em toda a região de Intermountain West e, mais recentemente, como uma organização nacional e internacional. A teologia da Igreja inclui a doutrina cristã da salvação através de Jesus Cristo e sua expiação substitutiva em nome da humanidade. A igreja tem um cânone aberto de quatro textos bíblicos: a Bíblia Sagrada, o Livro de Mórmon, Doutrina e Convênios (D&C) e a Pérola de Grande Valor. Além da Bíblia, a maior parte do cânone da igreja consiste em material que os membros da igreja acreditam ter sido revelado por Deus a Joseph Smith, como comentários e exegese sobre a Bíblia, textos descritos como partes perdidas da Bíblia e obras supostamente escritas por profetas antigos, como o Livro de Mórmon. Por causa de diferenças doutrinárias, muitos grupos cristãos consideram a igreja distinta e separada da corrente principal do cristianismo.
Os membros da igreja, conhecidos como "santos dos últimos dias" ou informalmente como "mórmons", acreditam que o presidente da igreja é um "profeta, vidente e revelador" moderno e que Jesus Cristo, sob a direção de Deus Pai, lidera a igreja revelando sua vontade e delegando as chaves do sacerdócio ao seu presidente. O presidente comanda uma estrutura hierárquica que desce das áreas às estacas e alas. A igreja tem um clero voluntário a nível local e regional; as alas são lideradas por bispos, que são provenientes dos membros das próprias alas. Os membros do sexo masculino podem ser ordenados ao sacerdócio, desde que vivam os padrões da igreja. As mulheres não são ordenadas ao sacerdócio, mas ocupam cargos de liderança em algumas organizações religiosas.
A igreja mantém um grande programa missionário que faz proselitismo e conduz serviços humanitários em todo o mundo. A igreja também financia e participa em projetos humanitários independentes dos seus esforços missionários. Os membros aderem às leis da igreja sobre pureza sexual, saúde, jejum e observância do domingo, e contribuem com 10% de sua renda para a igreja na forma de dízimo. A igreja ensina ordenanças por meio das quais os adeptos fazem convênios com Deus, incluindo o batismo, a confirmação, o sacramento, a ordenação ao sacerdócio, a investidura e o casamento celestial. A igreja tem sido criticada ao longo de sua história, principalmente sobre a validade de suas reivindicações históricas, o tratamento dispensado às minorias e o uso que faz de seus recursos financeiros. A prática da poligamia na igreja foi controversa até ser restringida em 1890 e oficialmente rescindida em 1904.

### Homossexualidade

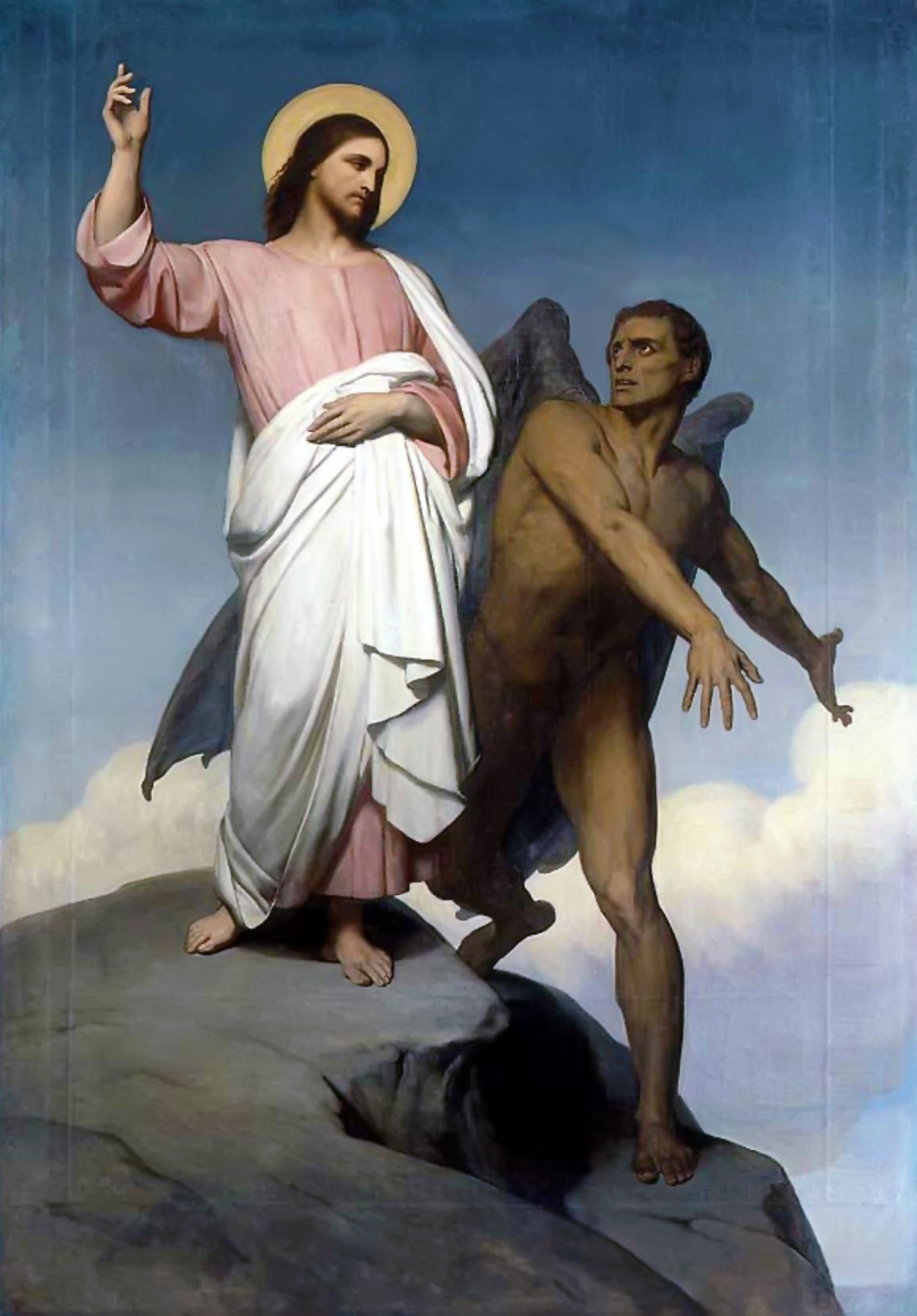
A igreja usa o exemplo de Jesus Cristo sendo tentado por Satanás como um exemplo de como os homossexuais podem evitar o pecado.

### Poligamia

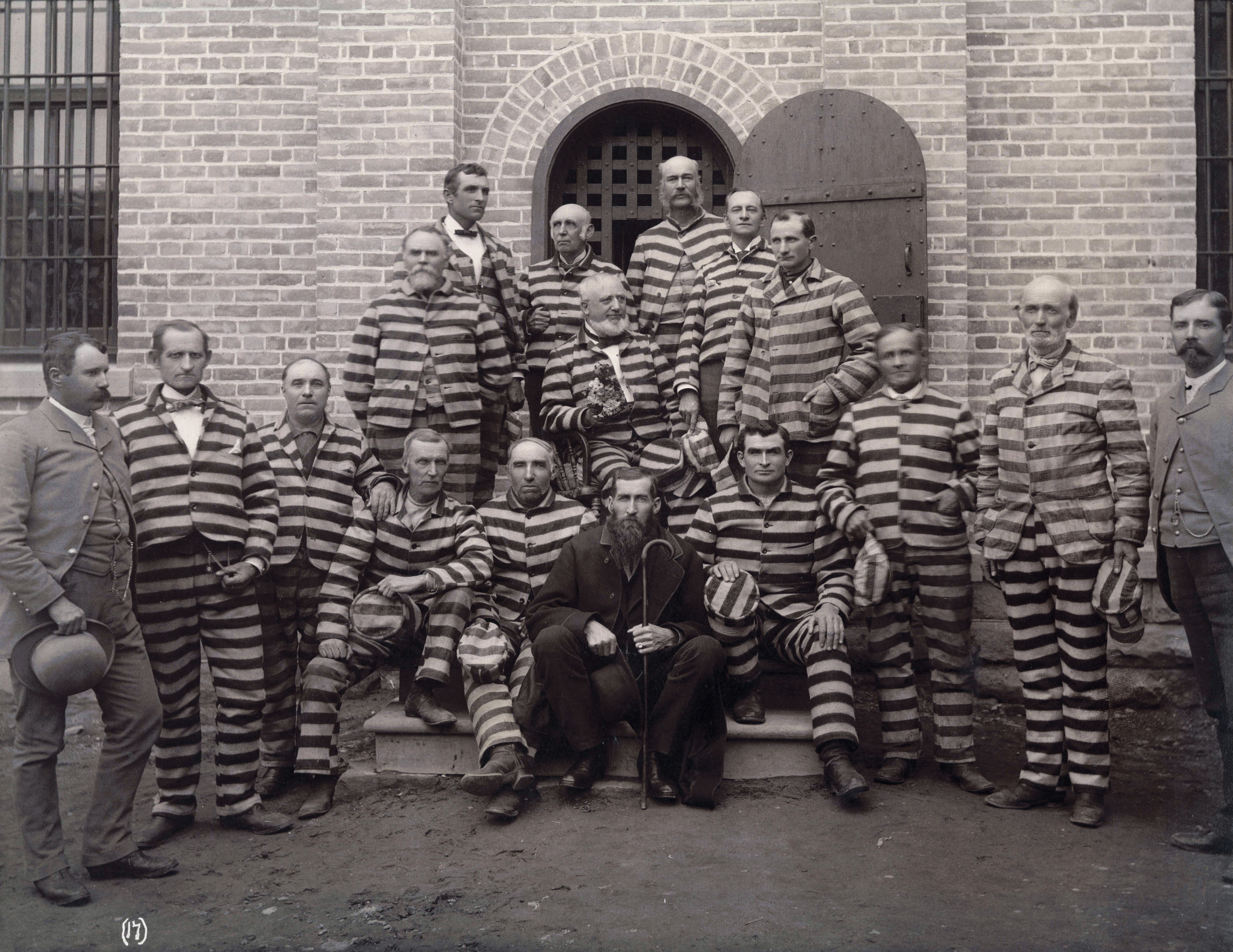
Polígamos mórmons na prisão na Penitenciária de Utah, c. 1889

#### Pessoas negras

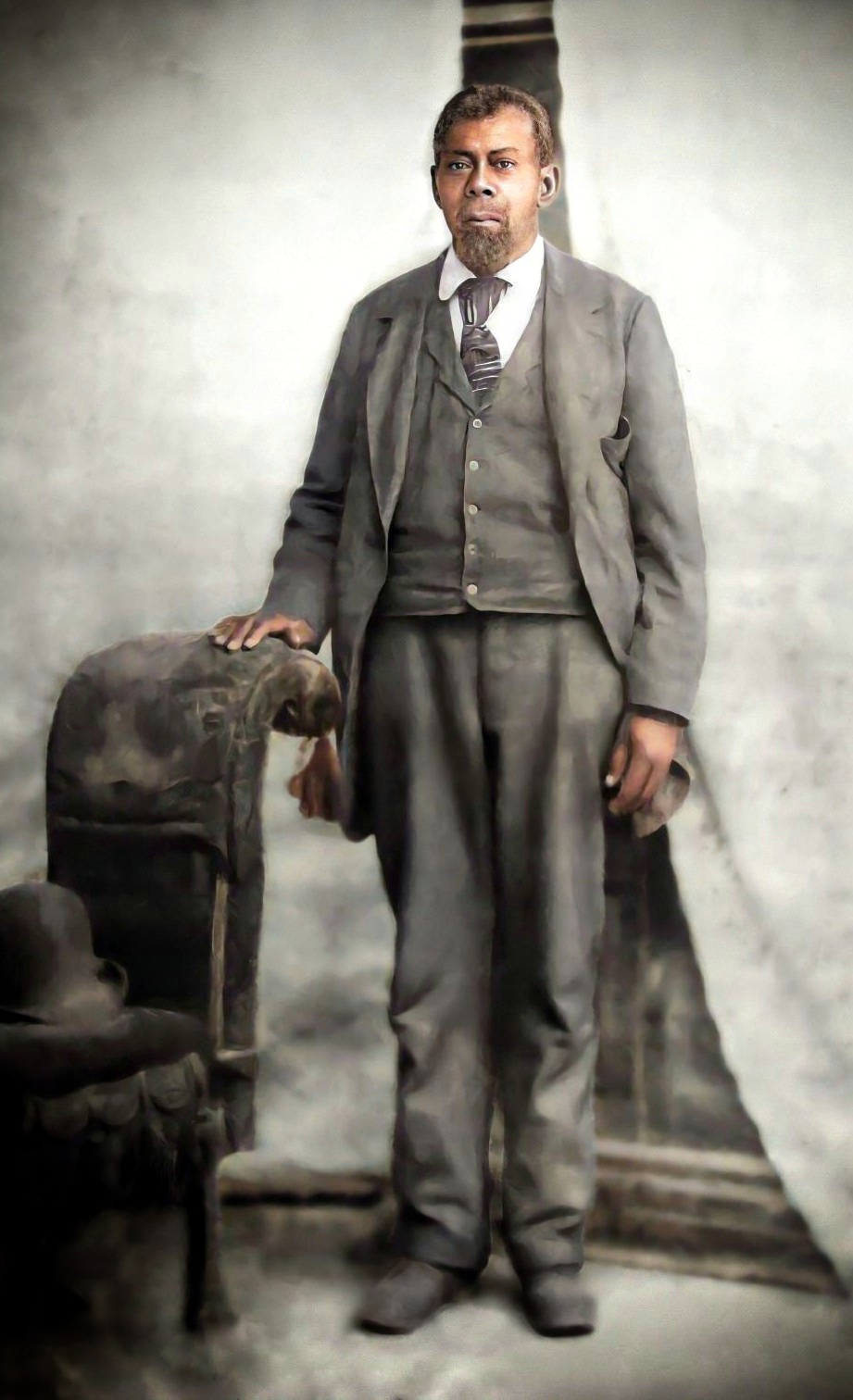
Green Flake, um homem negro escravizado que supostamente dirigiu a primeira carroça de pioneiros SUD para o Vale do Lago Salgado em 1847

#### Povos nativos americanos

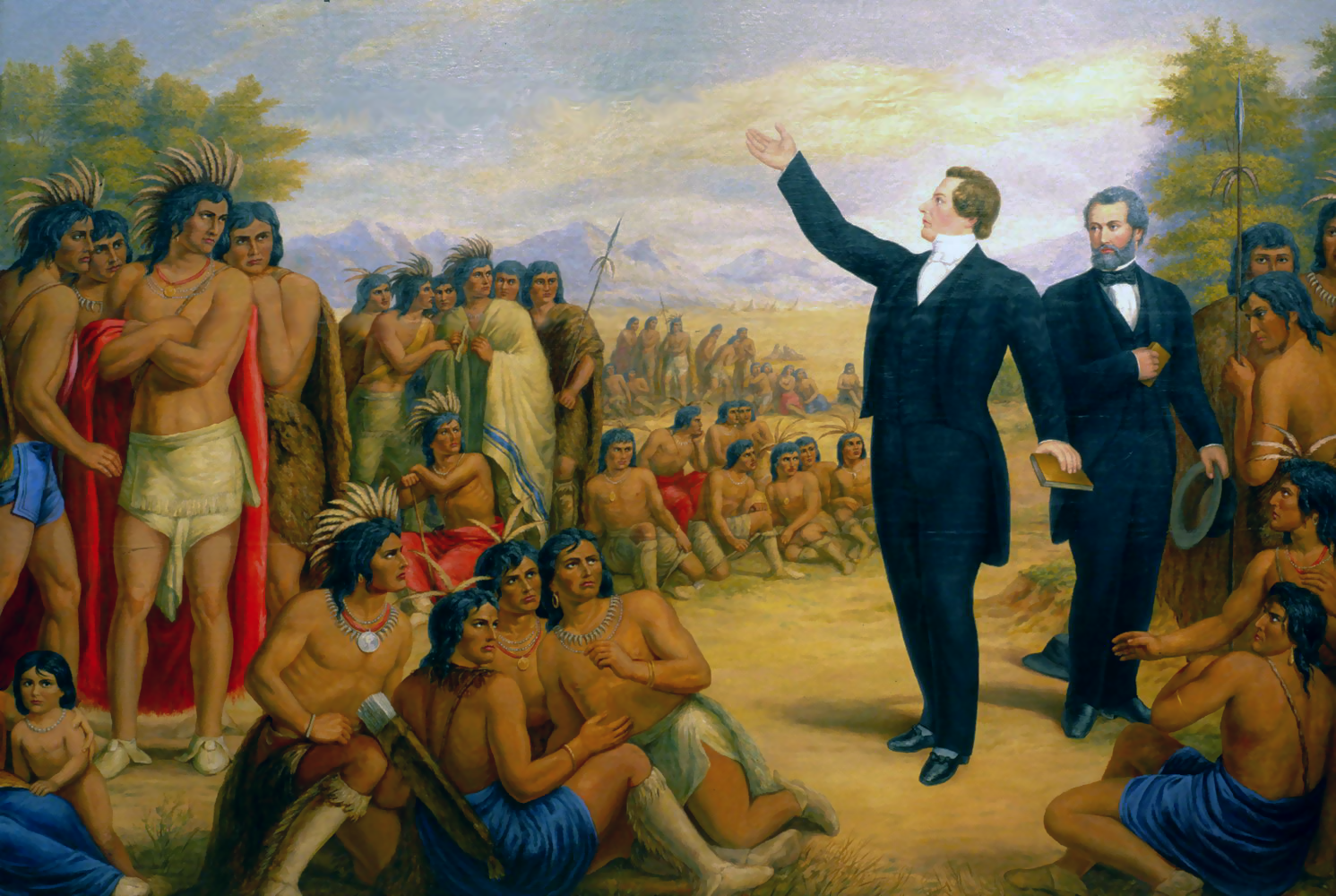
Representação artística de Joseph Smith pregando aos nativos americanos em Illinois

#### Pessoas LGBTQ+

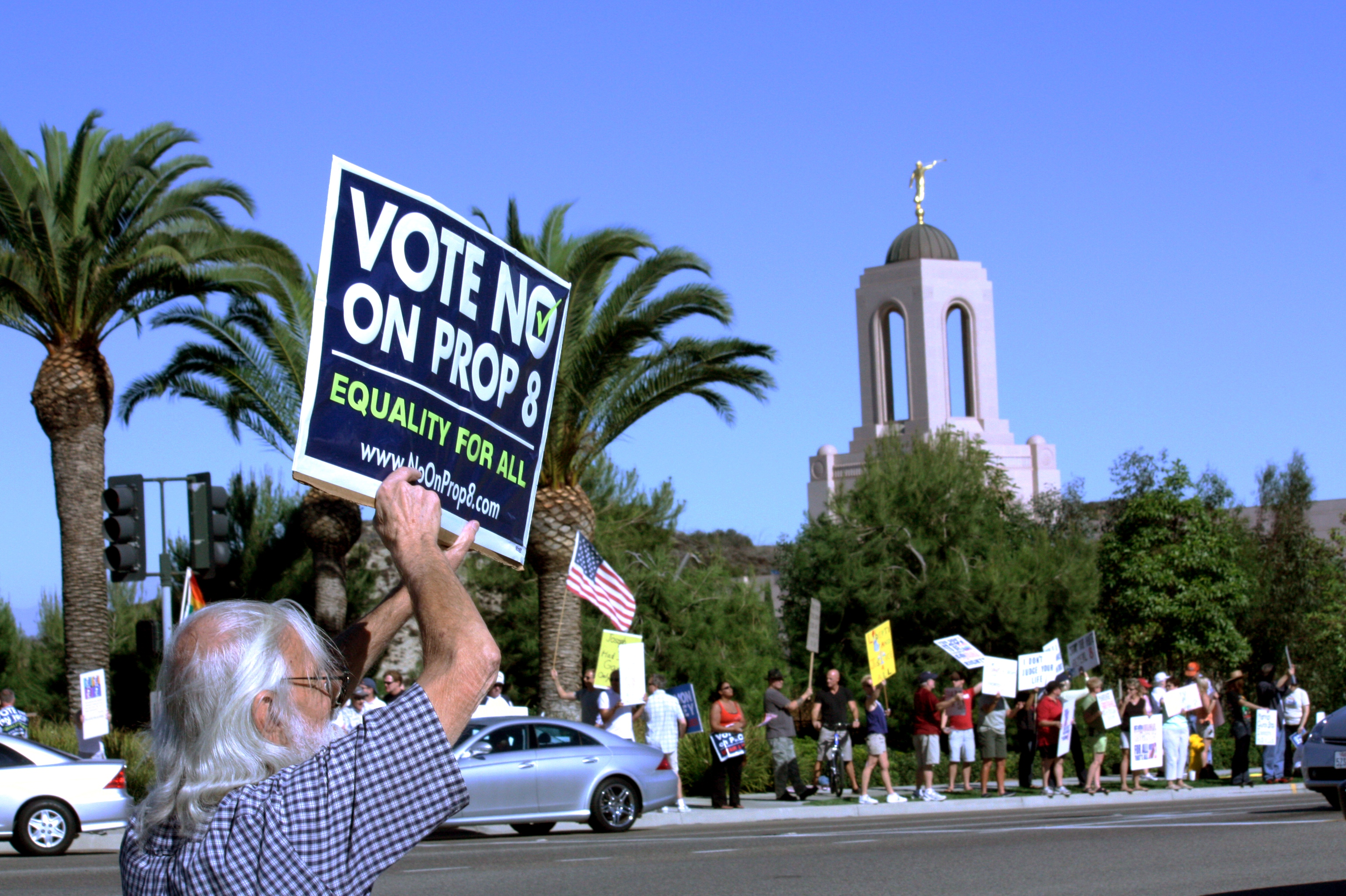
Manifestantes em frente ao Templo de Newport Beach, Califórnia, expressando sua oposição ao apoio da igreja à Proposta 8 da Califórnia

## Terminologia
A igreja afirma ser uma continuação da Igreja de Cristo estabelecida em 1830 por Joseph Smith Jr. O nome da Igreja sofreu diversas alterações durante a década de 1830. Primeiramente era chamada de "A Igreja de Jesus Cristo", sendo chamada depois de "A Igreja de Deus", e em seguida, em 1834, o nome foi alterado oficialmente para "A Igreja dos Santos dos Últimos Dias". Em abril de 1838, o nome foi oficialmente mudado para "A Igreja de Jesus Cristo dos Santos dos Últimos Dias", forma que dura até os dias de hoje. Depois da morte de Joseph Smith Jr., Brigham Young, que assumiu a liderança do Movimento dos Santos dos Últimos Dias, integrou à Igreja, em 1851, pela legislação do Estado de Deseret sob o nome de A Igreja de Jesus Cristo dos Santos dos Últimos-dias, que incluiu um hífen "Últimos-dias" e a letra "d" em minúsculo". Em 1887, a igreja foi legalmente dissolvida nos Estados Unidos pelo Ato Edmunds-Tucker, em razão da prática da poligamia, hoje abandonada pela igreja". Posteriormente, a Igreja continuou a funcionar como uma "associação sem personalidade jurídica religiosa", permanecendo seu formal, A Igreja de Jesus Cristo dos Santos dos Últimos Dias. A igreja possui nomes informais, como "Igreja Mórmon", "Igreja SUD", Os Santos dos Últimos Dias e LDS. Esses nomes são aceitos pela denominação, mas a mesma ainda recomenda o uso de seu nome formal. O termo "Igreja Mórmon" é de uso comum e popular, mas a igreja começou a desencorajar a sua utilização no final do século XX, por entender que não é única denominação religiosa proveniente do Movimento dos Santos dos Últimos Dias. Grande parte de seus adeptos utiliza a abreviação SUD, que significa Santos dos Últimos Dias, como são reconhecidos entre si.

### Distribuição geográfica

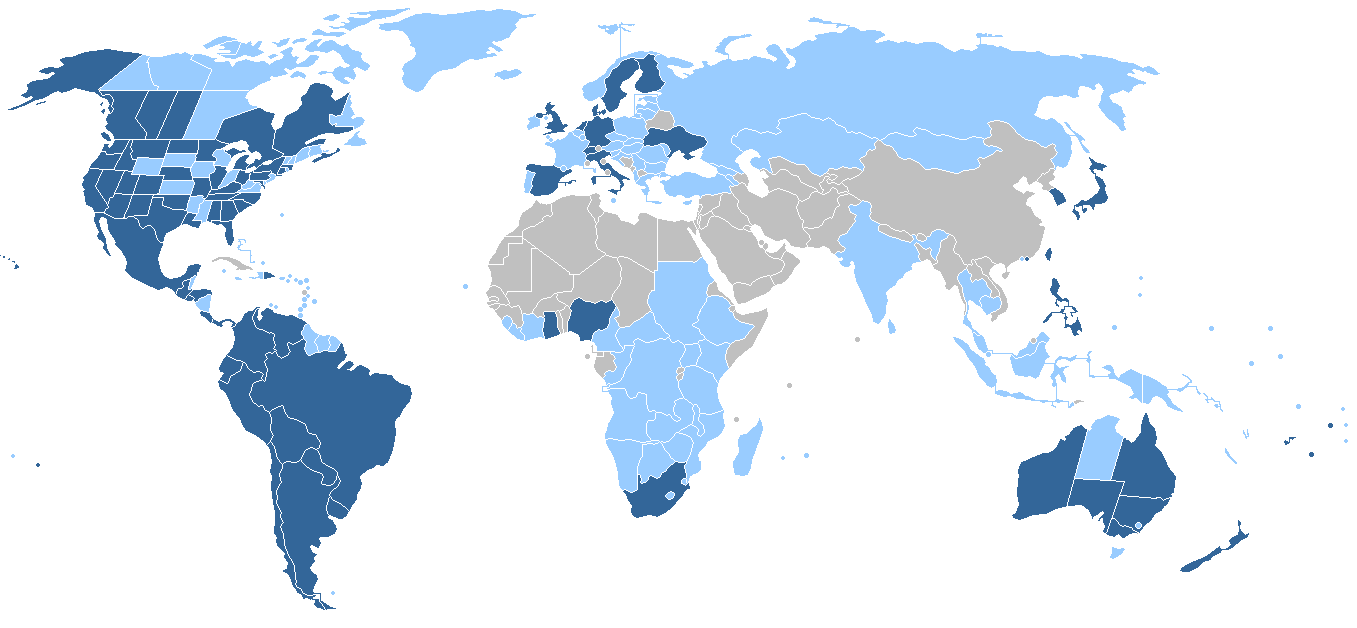
Países e territórios com pelo menos um templo em 2007
Países e territórios sem Templos, mas com congregações organizadas e missionários em 2007
Países e territórios sem presença oficial da Igreja em 2007

### Hierarquia do sacerdócio

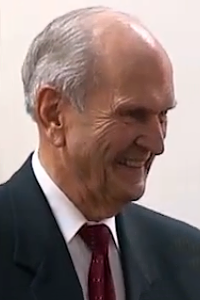
Russell M. Nelson, presidente da igreja desde 2018.

#### Quórum dos Doze Apóstolos

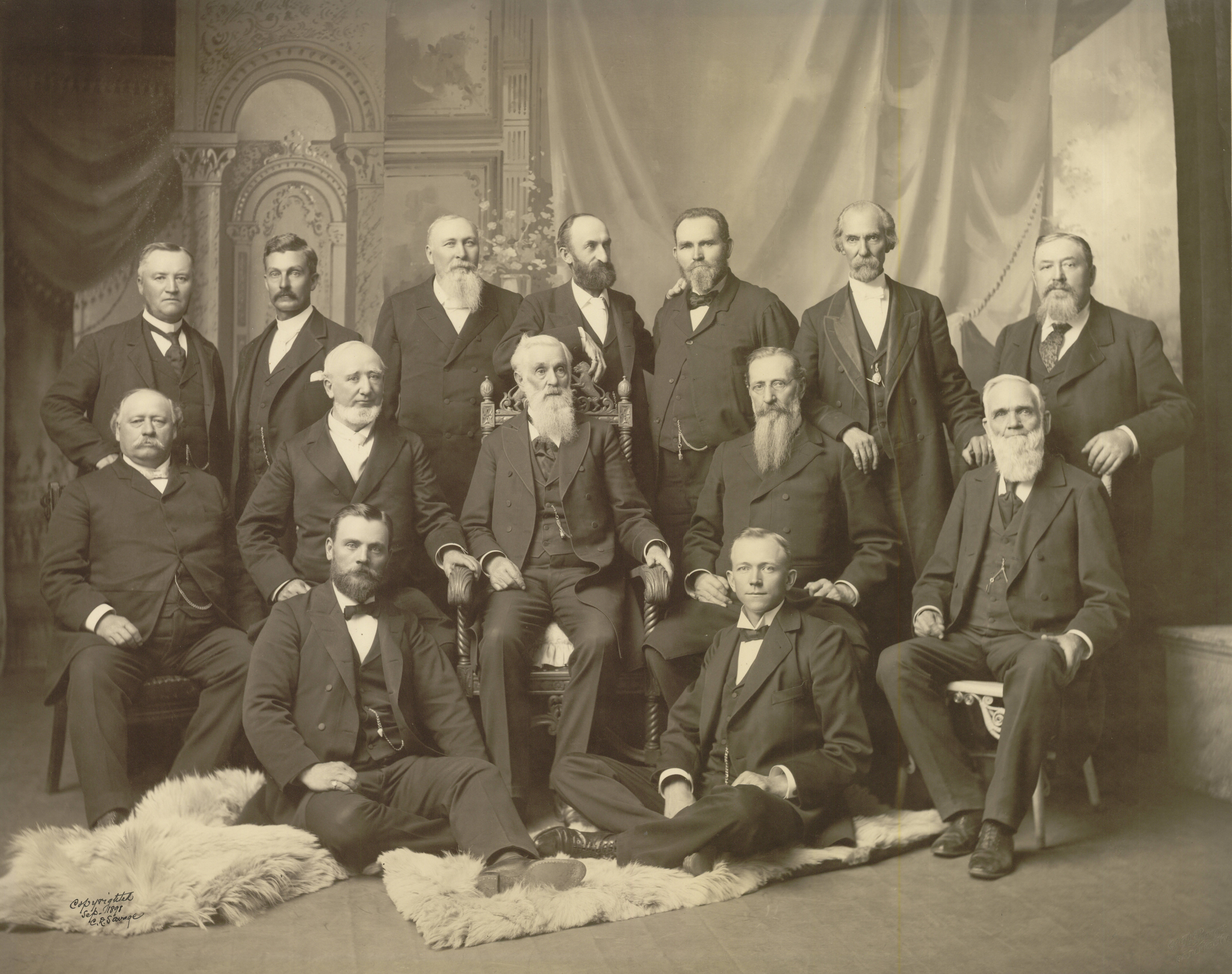
A Primeira Presidência e os Doze Apóstolos, em setembro de 1898.

### O Livro de Mórmon

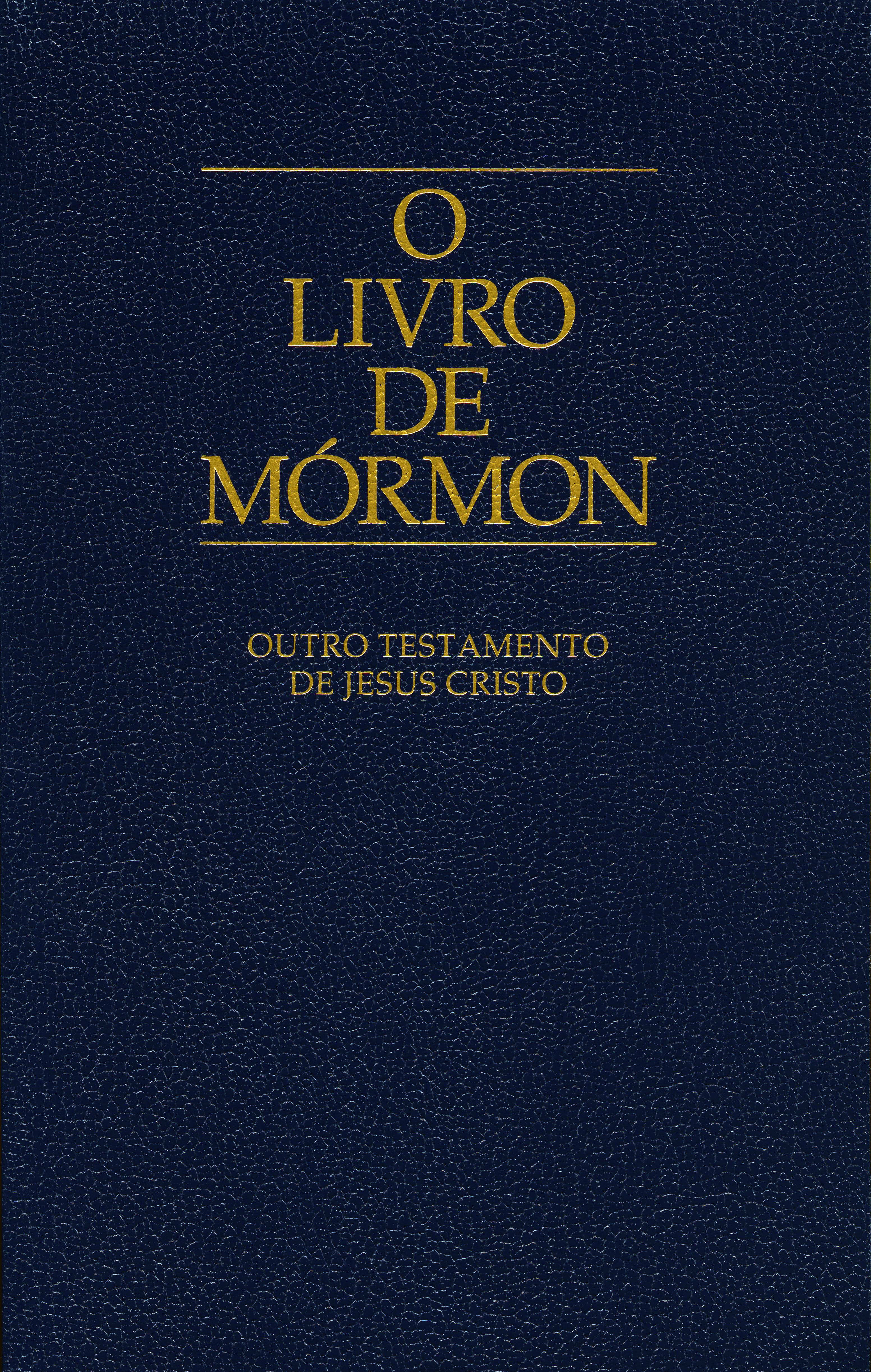
Livro de Mórmon, edição de 2006.

### Pérola de Grande Valor

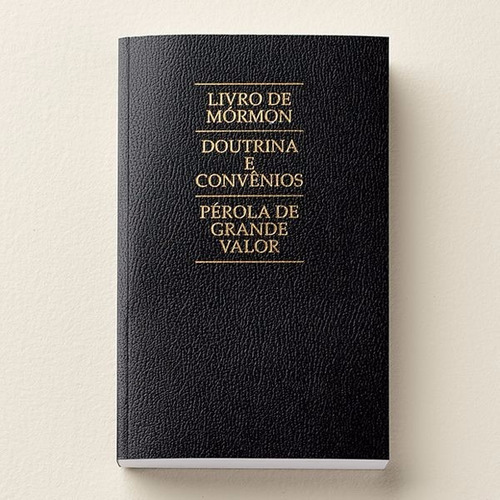
Pérola de Grande Valor

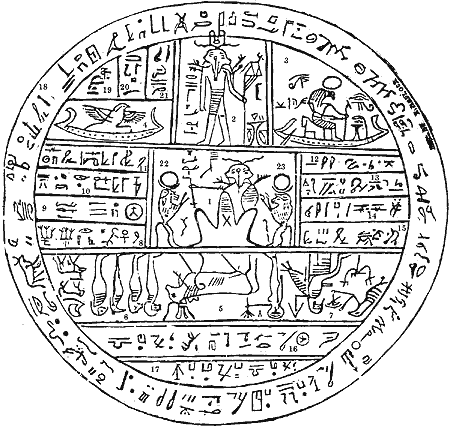
Hipocéfalo que deu origem ao Livro de Abraão, hoje uma das obras-padrão da religião.

## Cultura e sociedade

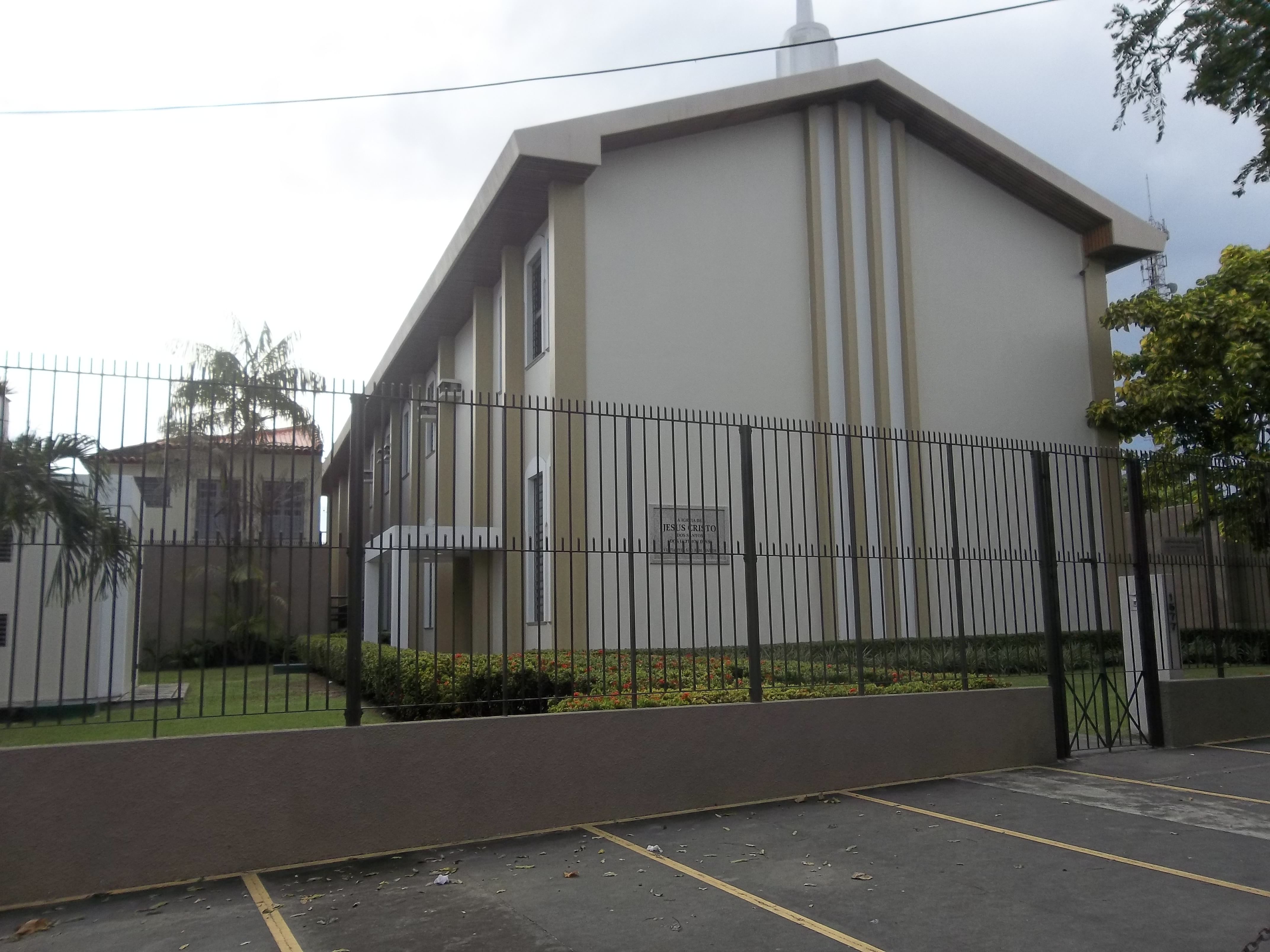
Uma típica capela em Manaus, Brasil.

#### Coro do Tabernáculo

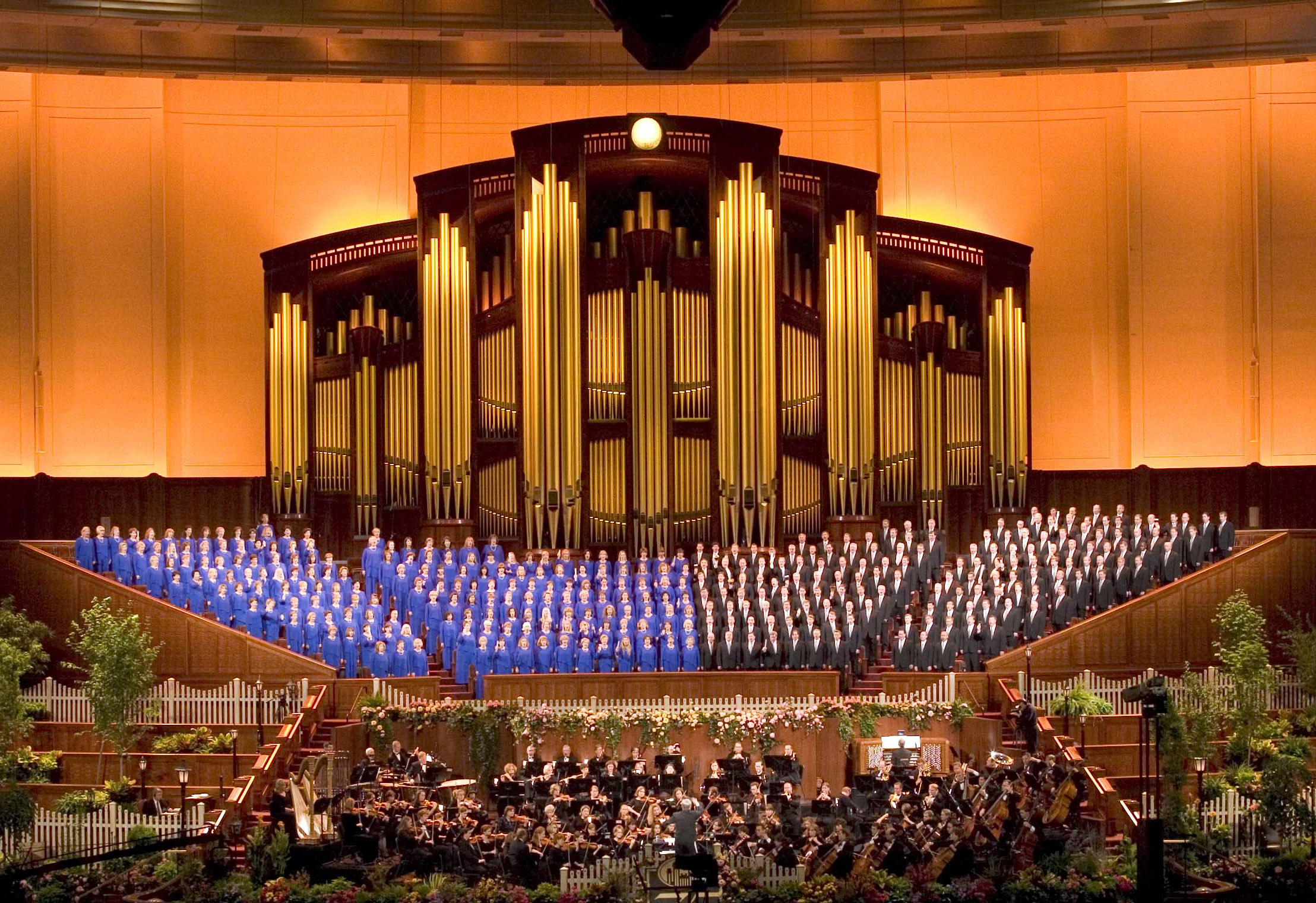
Coro do Tabernáculo da Praça do Templo, um dos coros mundiais mais renomados, com a Orquestra da Praça do Templo no Centro de Conferências.

### Eventos e encontros sociais

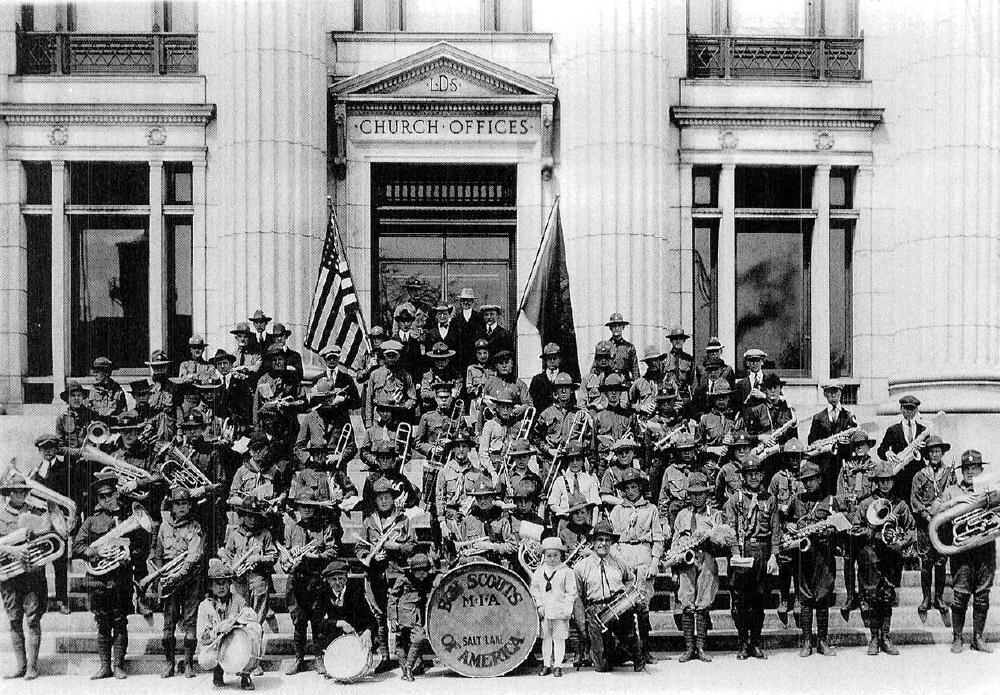
Escoteiros da Organização dos Rapazes (antigamente chamado de Associação Mútua do Melhoramento dos Rapazes) em frente do Edifício de Administração da Igreja em 1917 em Salt Lake City, Utah.

### Meios de comunicação e artes

A Liahona é uma publicação mensal da Igreja.

### Educação

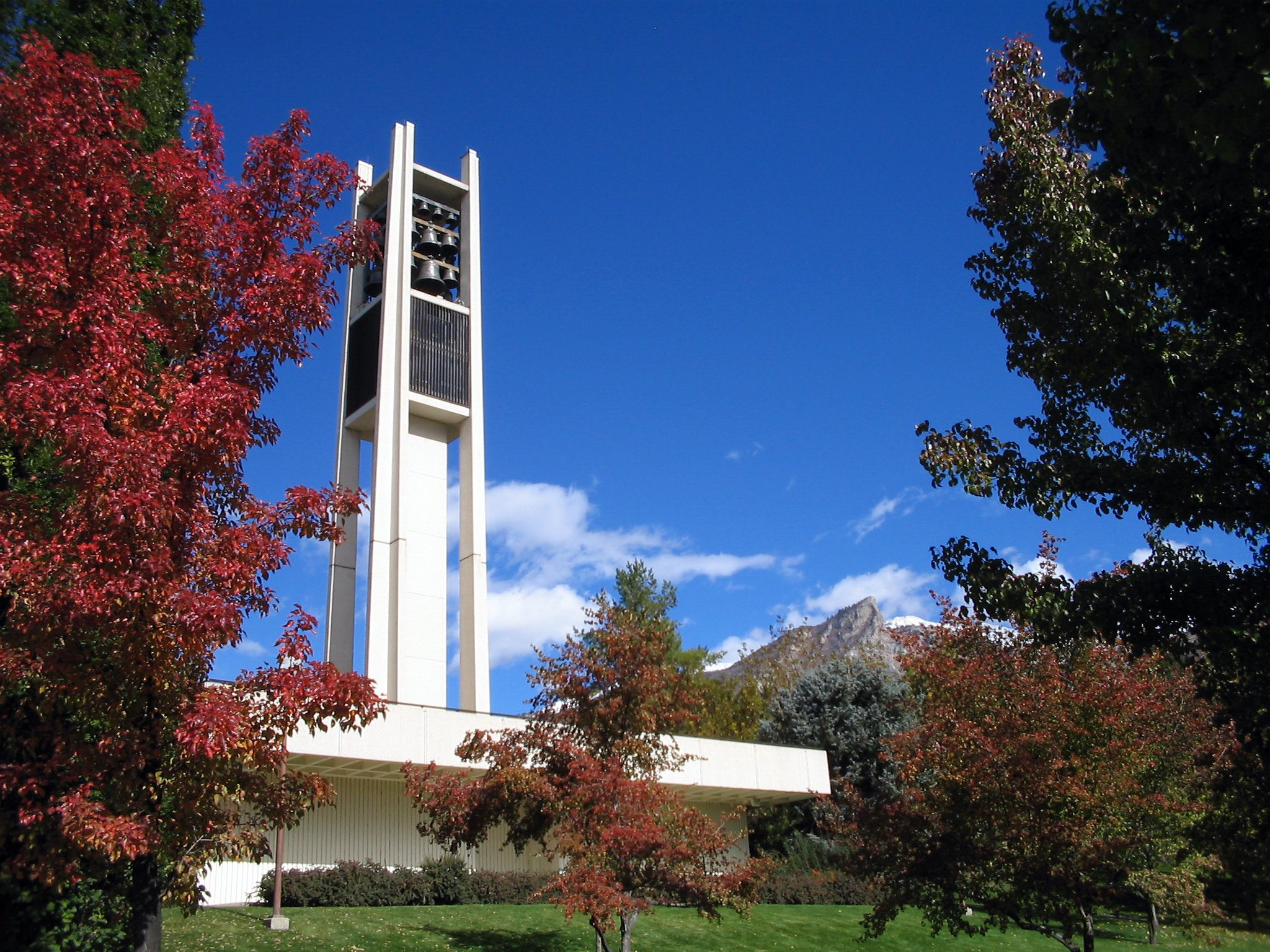
A Universidade Brigham Young, de propriedade da igreja, é destinada principalmente a estudantes universitários membros da igreja.

## História

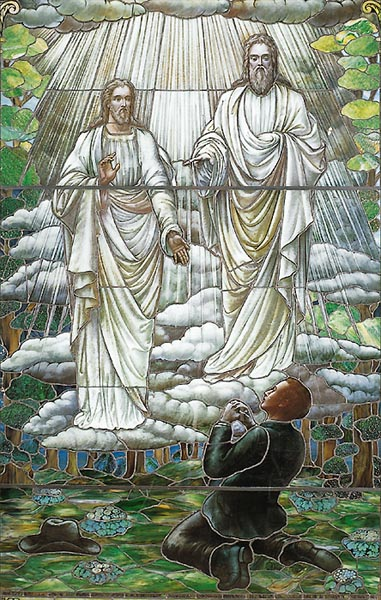
A Primeira Visão — Deus o Pai e Jesus Cristo aparecem ao menino Joseph Smith Jr. na primavera de 1820.

O seu próprio relato, Joseph Smith Jr., aos quatorze anos de idade, após querer saber a qual igreja de sua época se filiar, retirou-se para ler a Bíblia em seu quarto quando leu, em Tiago 1:5: "E, se algum de vós tem falta de sabedoria, peça-a a Deus, que a todos dá liberalmente, e o não lança em rosto, e ser-lhe-á dada". Refletindo sobre o que lera, Joseph retirou-se em oração e segundo seu relato afirma ter recebido uma visão na manhã de primavera de 1820, num bosque próximo à sua casa, na qual Deus e Jesus Cristo lhe ordenaram que não se filiasse a nenhuma das igrejas existentes, mas que restaurasse a verdadeira Igreja de Cristo. Este acontecimento é conhecido como a Primeira Visão. Os relatos de Joseph Smith dizem que recebeu do anjo Morôni a informação sobre o local onde estavam enterradas uma coleção de placas de ouro gravadas, que continham um registro da relação de Deus com os antigos habitantes das Américas e que também continha a plenitude do evangelho eterno. Mais tarde este registro nas placas seria traduzido por Joseph Smith Jr. Segundos seus relatos pelo dom e poder de Deus, dando origem ao Livro de Mórmon, um Outro testemunho de Jesus Cristo como creem os membros . O termo "mórmon", geralmente usado para referir-se aos Santos dos Últimos Dias erroneamente, deriva do nome do profeta Mórmon, que teria sido um dos autores e compiladores das escrituras que formaram o Livro.
É dito ainda que, em 22 de setembro de 1827, o anjo Morôni, no Cumora (localizada no Condado de Ontário, no estado de Nova Iorque, nos Estados Unidos) entregou a Joseph Smith Jr. as placas de ouro a fim de que Joseph as traduzisse. Joseph e Oliver Cowdery concluíram a alegada tradução em 1830 e o Livro de Mórmon foi publicado no dia 26 de março deste mesmo ano.

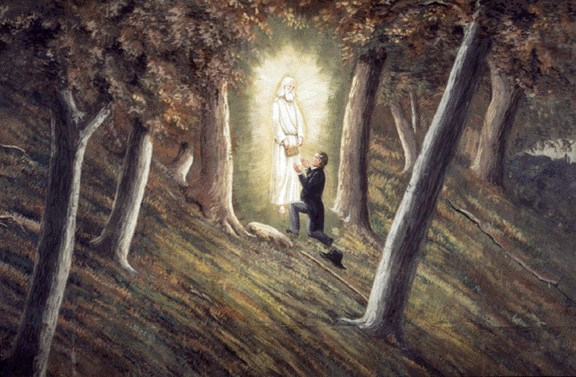
O anjo Morôni, na Colina Cumorah, em Nova York, entrega a Joseph Smith Jr. as placas de ouro em 1827.

Ainda em 1830, em 6 de abril, na cidade de Fayette, no estado de Nova Iorque, foi fundada a Igreja, que rapidamente cresceu, gerando contra si fortes perseguições que culminaram no assassinato de Joseph Smith Jr. e seu irmão Hyrum Smith em 1844, no cárcere de Carthage, em Nauvoo. A perseguição não obteve sucesso, pois a nova religião continuou a se expandir, apesar da morte do primeiro Profeta. Nos dias atuais, impulsionada pela obra de missionários, que são jovens solteiros entre 18 a 26 anos (para os homens) e a partir de 19 anos (para mulheres), a igreja realiza proselitismo pelo mundo.
A organização da igreja a partir de então até hoje, consiste em 1 Profeta e dois conselheiros, compondo a Primeira Presidência, e Doze Apóstolos.
Joseph Smith Jr., segundo suas afirmações, teria recebido a revelação divina de que a igreja deveria construir templos, e ordenou que fosse construído um templo em Kirtland, no estado de Ohio. Assim sendo, em 27 de março de 1836, foi dedicado o Templo de Kirtland, o primeiro templo Santos dos Últimos Dias. Entretanto, o templo foi abandonado algum tempo depois, devido à perseguição imposta aos Santos dos Últimos Dias, que abandonaram a cidade. Com a evacuação de Kirtland, os Santos se abrigaram em povoados no estado vizinho do Illinois. Isso culminou, em 16 de dezembro de 1840, na criação da cidade de Nauvoo, fundada pelos Santos. Com a contínua perseguição, Nauvoo também foi abandonada pelos Santos dos Últimos Dias, em 1846, dois anos depois da morte de Joseph Smith Jr.. Expulsos de Missouri e Illinois, muitos refugiados Santos dos Últimos Dias, liderados por Brigham Young, se organizaram em Caravanas colocaram todos os seus pertences em carroções e carrinhos de mão  e migraram para o oeste do país. Esses migrantes ficaram conhecidos como Pioneiros mórmons. A mãe de Joseph Smith Jr., Lucy Mack Smith, foi uma das que abandonaram Nauvoo e seguiram rumo ao oeste, juntamente com os pioneiros. Todavia, Emma Smith, viúva de Joseph Smith Jr. e então presidente da Sociedade de Socorro, recusou-se a migrar para o oeste e permaneceu em Kirtland, onde morreu em 1879.
A Igreja encontrou paz e espalhou-se fortemente na região oeste dos Estados Unidos, e rapidamente foi crescendo pelo mundo. A cidade fundada pelos membros da igreja, Salt Lake City, é vista hoje como uma das melhores cidades do mundo para se viver.

### Era pioneira

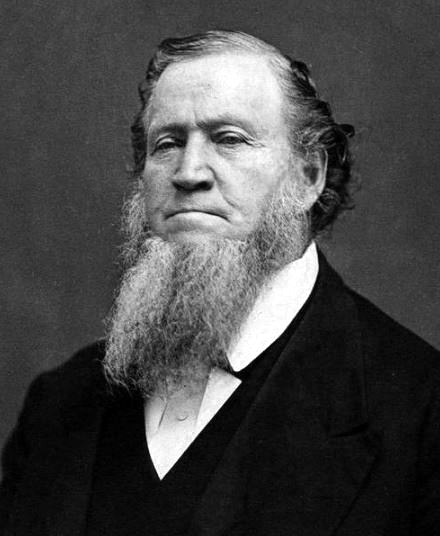
Brigham Young, segundo profeta da Igreja, liderou os Pioneiros Santos dos Últimos Dias de 1844 até sua morte, em 1877. Foi também o primeiro governador de Utah.

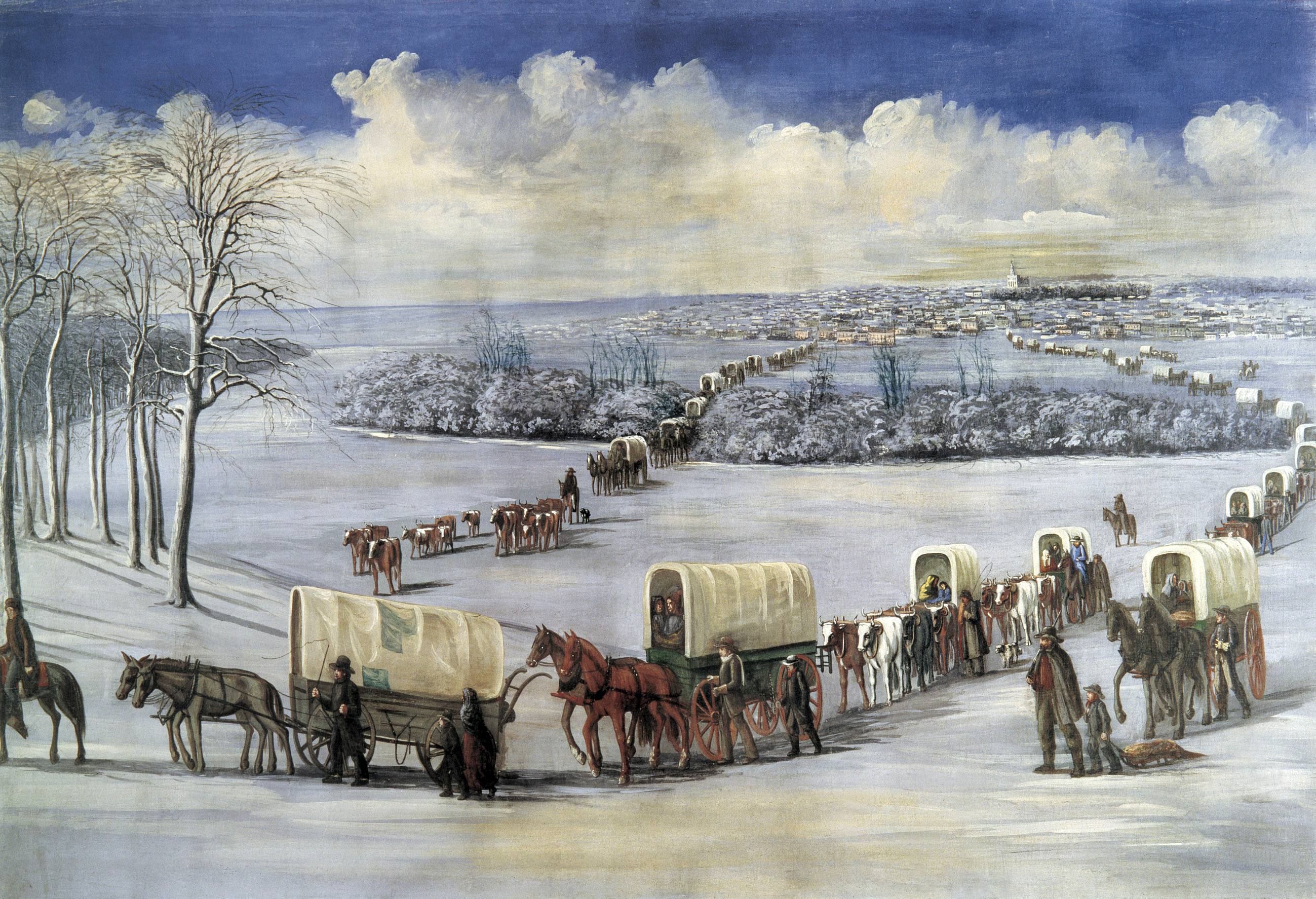
Pioneiros mórmons atravessando o rio Mississipi (1846).

Em 1846, após as dificuldades enfrentadas no Missouri (culminando em uma ordem de extermínio decretada contra os membros da igreja) e com a perseguição contínua em Illinois, Brigham Young conduziu os membros da Igreja, os pioneiros mórmons, na maior migração forçada da História dos Estados Unidos. Os pioneiros migraram para o oeste do país e estabeleceram-se na região do Vale do Lago Salgado. No dia 24 de julho de 1847, após chegarem ao Vale de Salt Lake, Brigham Young afirmou que "aquele seria o lugar para o descanso dos mórmons". Assim, em 1850, os Santos dos Últimos Dias se instalaram no local criaram o Território de Utah em busca de liberdade religiosa.
O grupo ramificou-se e colonizou uma grande região hoje conhecida como "Corredor dos Mórmons". Ainda jovem, Brigham Young foi chamado profeta da Igreja de Jesus Cristo dos Santos dos Últimos Dias, e passou a dedicar-se a ela. Após a morte de Joseph Smith Jr., inicialmente, regeu tanto a Igreja como o Estado, tornando-se um líder teocrático. Ele também propôs a prática do casamento plural, uma forma de poligamia, devido a existência de diversas mães e crianças abandonadas na comunidade decorrente da grande quantidade de homens que lutaram na Guerra Civil Americana. Segundo ele recebeu esta lei como mandamento de Deus da mesma forma que os antigos profetas do Antigo Testamento, mas esta prática, posteriormente, foi descontinuada devido a uma nova revelação a Wilford Woodruff em 1890 em que Deus pediria para que a prática fosse cessada. Isto porque o número de viúvas já não era o mesmo e as famílias já haviam encontrado um lar e abrigo seguros e também porque o governo dos Estados Unidos promoveu ações contra os polígamos.
Por volta de 1857, houve novamente uma escalada das tensões entre os membros da Igreja e os americanos, em grande parte como resultado das denúncias infundadas envolvendo a poligamia e da condição de Estado teocrático do território de Utah por Brigham Young, que fora indicado governador do Território pelo governo federal. A chamada Guerra Mórmon seguiu de 1857 a 1858, e resultou, relativamente pacífica, na invasão de Utah pelo Exército dos Estados Unidos. Após o fato, os Santos dos Últimos Dias da região aceitaram a renúncia de Brigham Young e passaram a ser liderados por um governador não-membro, Alfred Cumming. No entanto, a Igreja ainda exercia o poder político significativo no Território de Utah, por serem mais da metade da população da região.
Com a morte de Brigham Young, em 1877, na Casa de Leão, Utah passou a ser governado por outros presidentes Santos dos Últimos Dias, sendo que alguns membros resistiram aos esforços do Congresso dos Estados Unidos em proibir os casamentos polígamos no estado de Utah e foram excomungados da igreja. O conflito entre os ex-membros da Igreja e o governo americano agravou-se a tal ponto que, em 1890, o Congresso propunha a desintegração da Igreja e apreendeu todos os seus bens. Logo depois, o presidente da Igreja, Wilford Woodruff, publicou um Manifesto que suspendeu oficialmente a prática da poligamia por todos os membros da Igreja em todo os Estados Unidos e outros países com presença oficial da Igreja até o momento. O Manifesto melhorou as relações da Igreja com os Estados Unidos e aumentou de forma acentuada a convivência pacífica entre ambos após 1890, tal que Utah foi admitido como um Estado Americano em 1896. As relações melhoraram ainda mais após 1904, quando o presidente da Igreja, Joseph F. Smith, desmentiu a poligamia perante o Congresso dos Estados Unidos e emitiu um "Segundo Manifesto" contra a continuação da poligamia entre os Santos dos Últimos Dias do país. Eventualmente, a Igreja adotou uma política de excomungar os membros encontrados praticando a poligamia e, hoje, procura ativamente distanciar-se de grupos auto-denominados "fundamentalistas", que continuam a praticar a poligamia.

### Templos atuais

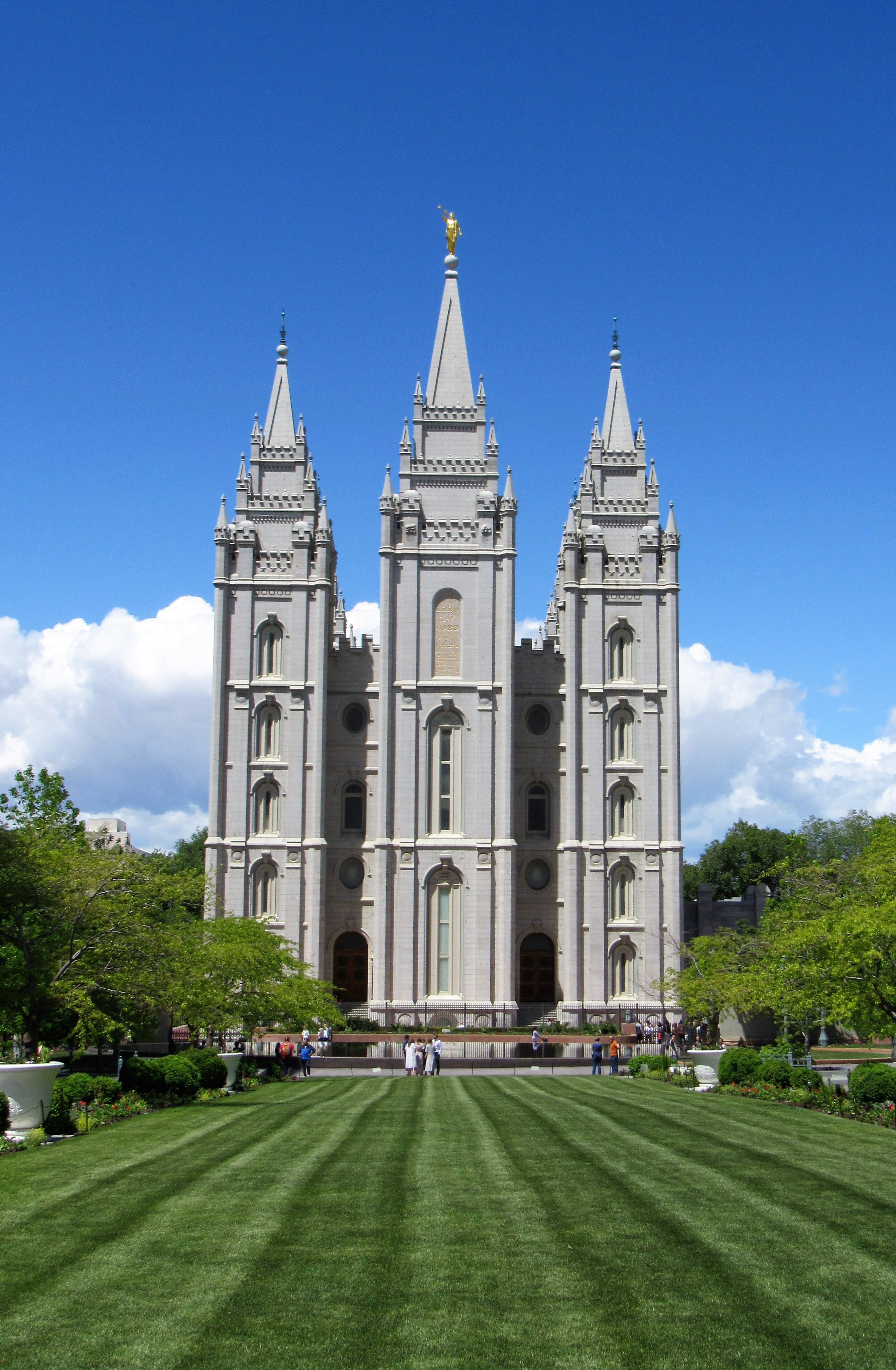
O Templo de Salt Lake, que levou 40 anos para ser construído (1853-1893), é hoje uma das imagens mais icônicas da Igreja.

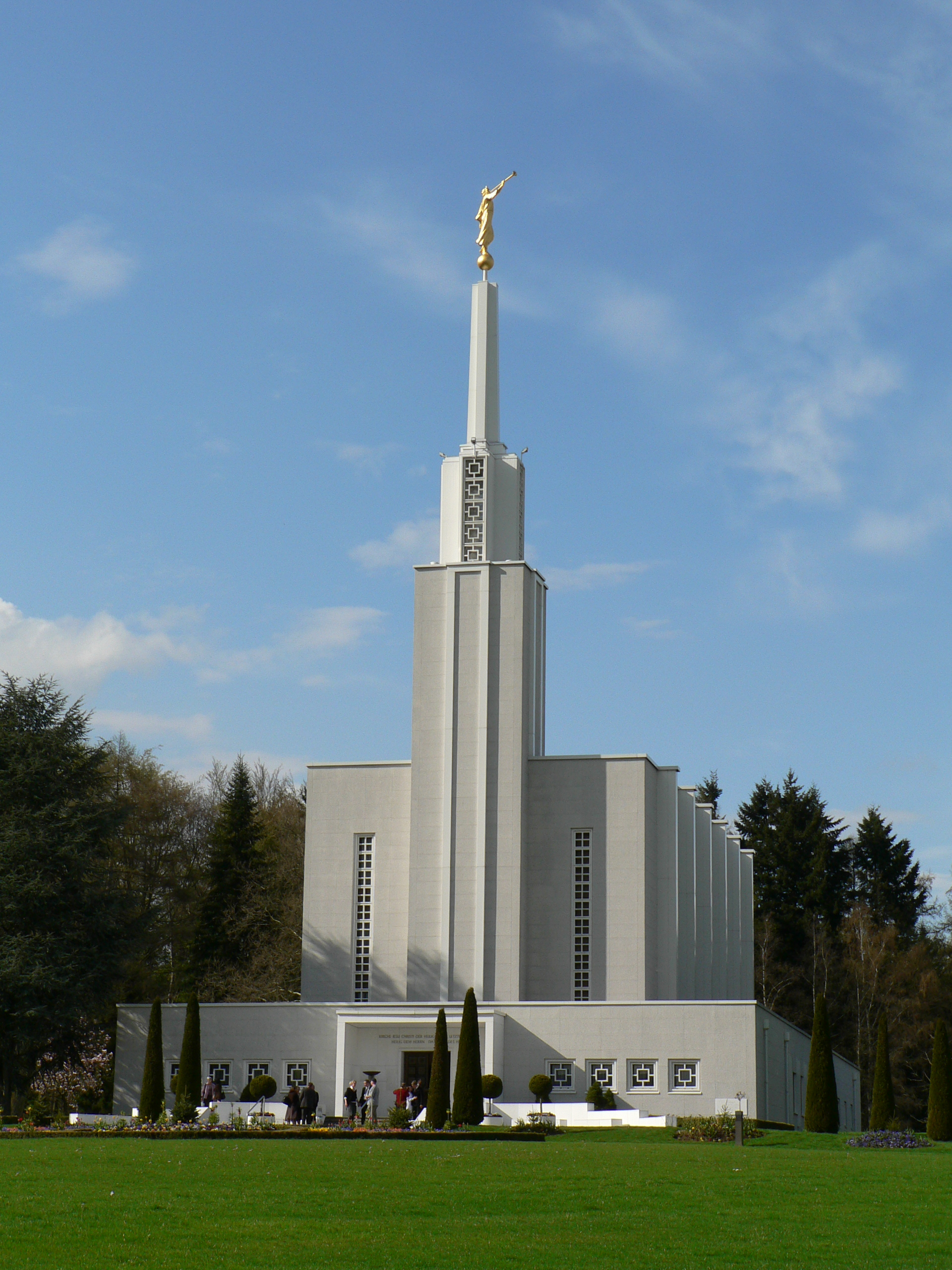
O Templo de Berna, Suíça, completado em 1955, é o primeiro templo construído na Europa

Vários acontecimentos históricos ocorreram em A Igreja de Jesus Cristo dos Santos dos Últimos Dias durante o século XX. Na primeira metade do século, a igreja expandiu-se para diversos países e territórios, principalmente para a Europa e América do Sul, onde criou missões e enviou missionários para países como Chile, Argentina, Peru, Brasil e Equador. A igreja expandiu-se ainda para países da Europa Ocidental, tendo como destaques a Suíça, onde localiza-se o Templo de Berna — primeiro templo Santos dos Últimos Dias construído no continente — e o Reino Unido, que possui a maior comunidade Santos dos Últimos Dias da Europa.

## Obra missionária
A Igreja cresceu substancialmente e tornou-se uma organização internacional, em parte devido à propagação de missionários em todo o mundo. Em 2013, havia 88 mil missionários Santos dos Últimos Dias em todos os países e territórios com presença oficial desta denominação. Em 2000, havia cerca de 11 068 861 membros da Igreja no mundo, de acordo com dados estatísticos promovidos pela própria igreja, sendo que em 2009 a adesão atingiu 13 824 854 pessoas e mais de 15 milhões em 2013. Rodney Stark, professor de sociologia da Universidade de Baylor, no Texas, estima que daqui a 40 anos um em cada vinte norte-americanos seja Santos dos Últimos Dias e que existirão aproximadamente 50 milhões de membros da religião no mundo. Ainda segundo Rodney Stark, a Igreja de Jesus Cristo dos Santos dos Últimos Dias está muito perto de ser a segunda religião da história a ter pelo menos uma congregação em cada país do planeta — logo depois dos católicos.

## Posições da Igreja
A igreja tornou-se defensora forte e pública da família como a unidade básica da sociedade e, por vezes, desempenhou papel proeminente em questões políticas, incluindo a oposição de bases de mísseis MX Peacekeeper em Utah e Nevada em 1983, jogos especializados, oposição ao casamento homossexual (ver homossexualidade e mormonismo) e oposição ao aborto e ao uso da eutanásia. Para além das questões que considera ser os da moralidade, no entanto, a igreja geralmente mantém uma posição de neutralidade política.
Poucas mudanças oficiais tem ocorrido com a organização. Uma mudança significativa foi a ordenação de homens negros ao sacerdócio em 1978. A igreja afirma que esta mudança se deu por conta de uma revelação de Deus que declarava tal mudança. Helvécio Martins, um executivo do Rio de Janeiro, no Brasil, foi o primeiro negro a ser ordenado ao Sacerdócio, após a publicação da Declaração Oficial - 2. Há variações periódicas somente na estrutura e organização da igreja, principalmente para acomodar o crescimento da organização e a crescente presença internacional. Por exemplo, desde 1900, a igreja instituiu um Programa de Correlação do Sacerdócio de centralizar as operações da igreja e colocá-las sob uma hierarquia de líderes do sacerdócio. Durante a Grande Depressão, a igreja também começou a operar um sistema de proteção social da igreja, e tem realizado numerosos esforços humanitários em cooperação com outras organizações religiosas.
O termo Mórmon, geralmente usado para referir-se aos membros da Igreja, deriva do nome do profeta Mórmon, que é um dos autores e compiladores das escrituras que formaram O Livro de Mórmon, que é, de acordo com a igreja, outro testamento de Jesus Cristo. O termos mórmon é desencorajado a ser usado ao se referir a igreja e sua doutrina, os termos encorajados são "membros de A Igreja de Jesus Cristo dos Santos dos últimos dias" ou apenas "Santos dos Últimos Dias".

## Presença no mundo

Distribuição global dos membros da Igreja SUD em 2009

A sede da Igreja fica situada no estado do Utah — fundado pelos Pioneiros mórmons — na cidade de Salt Lake City. Está presente em mais de 172 países, sendo o quarto maior corpo religioso dos Estados Unidos, onde possui 71 templos construídos. Em alguns estados norte-americanos, como Arizona, Idaho, Nevada, Wyoming e Washington, a Igreja é a segunda maior denominação religiosa, superado apenas pela Igreja Católica. Dos mais de 15,3 milhões de adeptos da religião, 6,4 milhões estão nos Estados Unidos, o país com a maior comunidade Santos dos Últimos Dias no mundo, seguido por México e Brasil, com 1,34 milhão e 1,28 milhão de adeptos, respectivamente.
Apesar de esses três países concentrarem mais da metade da população dos membros da Igreja, o país com maior densidade de membros é Tonga, onde mais de 50% da população seria de Santos dos Últimos Dias, segundo estatísticas da igreja.
A Ásia é o continente com o maior número de países onde a igreja não tem representação. Países do Oriente Médio, Norte de África e Leste asiático estão entre os de maior dificuldade encontrada pela igreja para iniciar suas operações de proselitismo religioso. Quase todos os países da Europa possuem representantes de A Igreja de Jesus Cristo dos Santos dos Últimos Dias, com exceção de Kosovo, Montenegro e Bósnia e Herzegovina. No continente americano, em contrapartida, Cuba é o único país onde a igreja não está presente.
Em 2010, os Santos dos Últimos Dias obtiveram autorização do governo comunista chinês para iniciar suas atividades religiosas no país. Sendo assim, a República Popular da China foi o primeiro país de regime socialista a autorizar a presença da igreja em seu território. As negociações para que a igreja obtivesse autorização legal para suas atividades no país duraram cerca de trinta anos. Tal fato fez de A Igreja de Jesus Cristo dos Santos dos Últimos Dias a segunda entidade cristã a receber autorização para atuar no país, logo após a Católica.

### África lusófona
Os Santos dos Últimos Dias chegaram a Angola em 1985, porém, muitos haviam sido batizados enquanto viviam por um curto período na França ou em Portugal. Após o seu regresso a Angola, eles formaram o núcleo da Igreja no país. Os registros indicam que cerca de 400 membros batizados na Europa entre 1980-1996 retornou às cidades em Angola. A Igreja foi oficialmente reconhecida em Angola em 1993. O primeiro ramo (uma pequena congregação) foi organizado em 1996 na capital do país, Luanda. Eles tinham sido reunidos nas casas dos portadores do sacerdócio.
A igreja chegou a Moçambique em 2000 e possuía na ocasião 40 membros. Em 2011, os membros já são mais de 5.000 espalhados através de dois distritos, 19 ramos, e três grupos por todo o país.

### Brasil

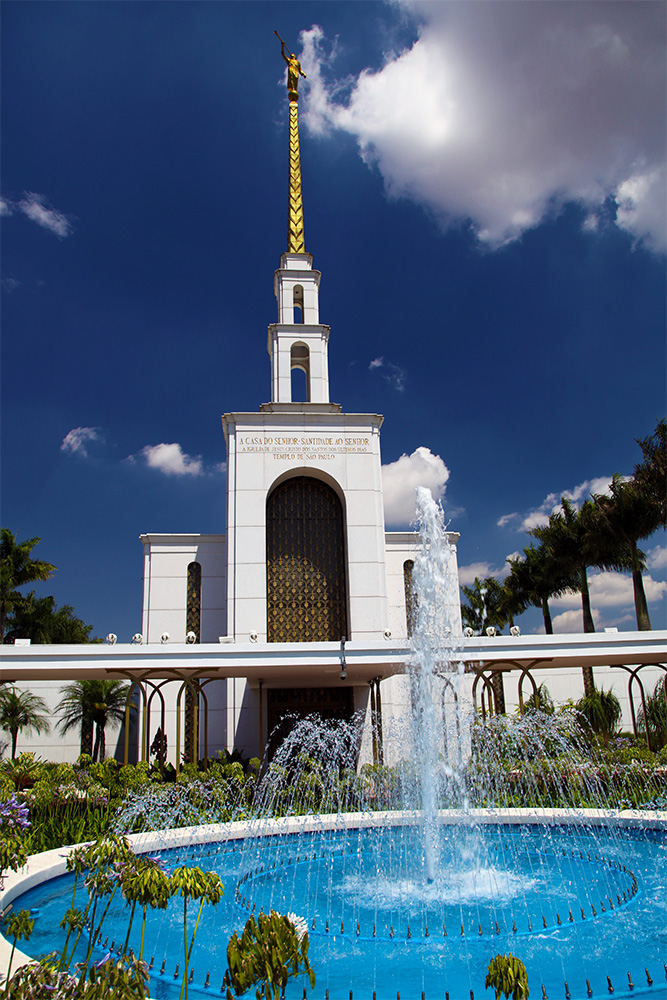
O Templo de São Paulo foi o primeiro templo da igreja construído na América do Sul

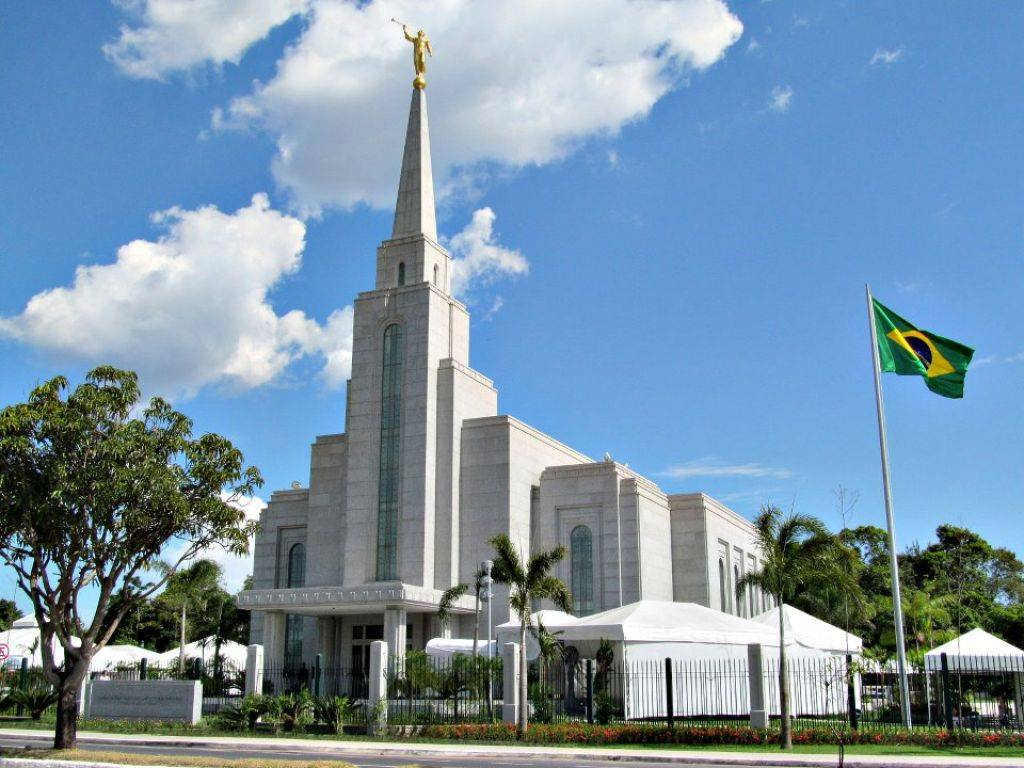
Temple de Manaus, no Amazonas

O Templo de Porto Alegre, no Rio Grande do Sul

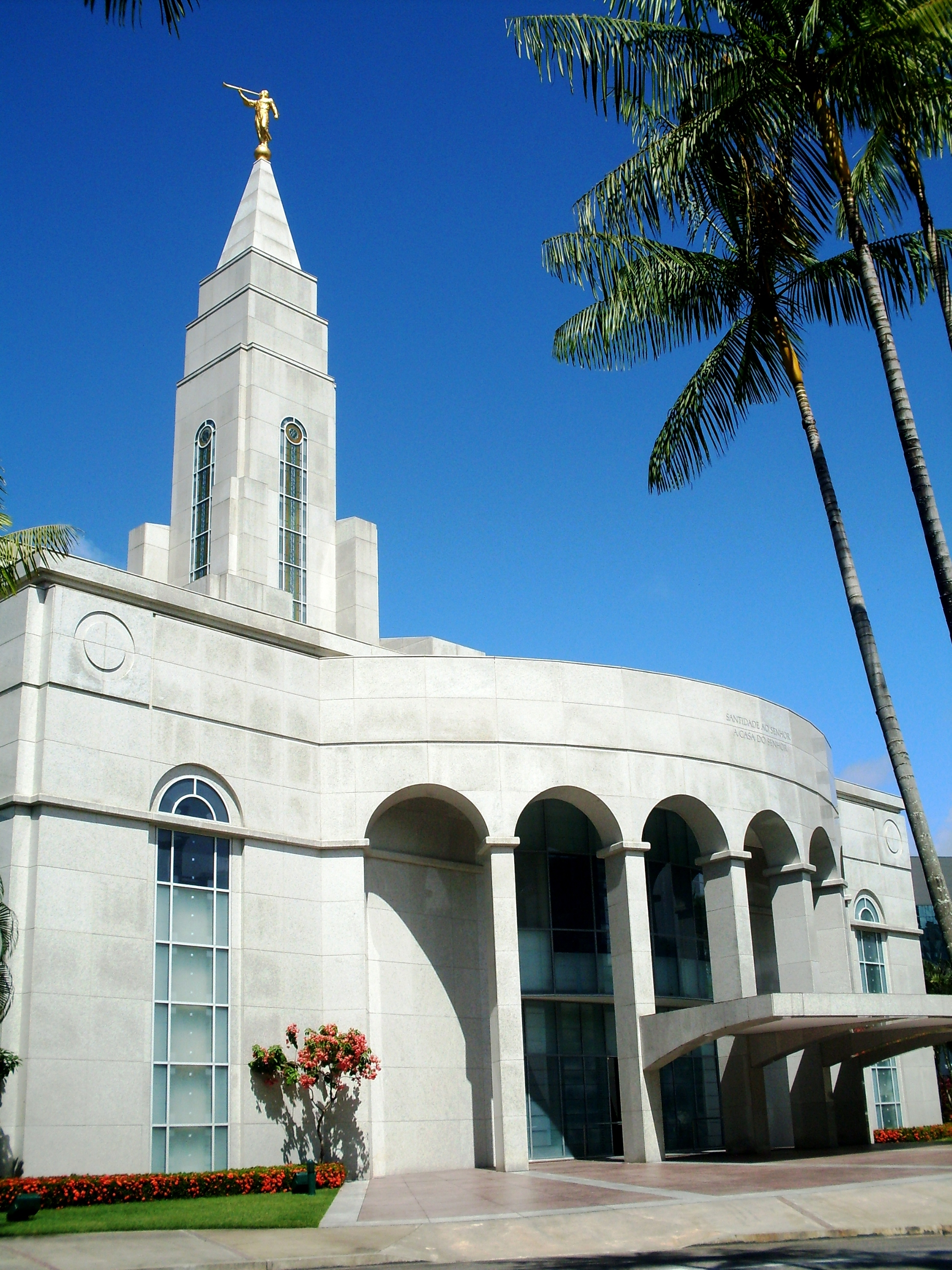
O Templo do Recife, em Pernambuco, foi o segundo templo construído no Brasil.

Antes do início oficial da Igreja no Brasil, a Igreja e o Brasil se conheceram por meio do então Imperador do Brasil, Dom Pedro II. Durante sua visita aos Estados Unidos em 1876, o Imperador, ao viajar de Nova York a São Francisco pela Primeira Ferrovia Transcontinental dos EUA, aceitou o convite de Brigham Young e desceu do trem em Ogden, Utah e visitou Salt Lake City no 22 de abril de 1876. O Imperador visitou a Praça do Templo, o Tabernáculo, fez perguntas sobre a fé e também visitou o "Savage Art Gallery" onde comprou fotos de Utah. Depois de sua visita, ele declarou: “Os mórmons realizaram árduo labor, preparando esta terra para as culturas, impelidos (…) pelo entusiasmo religioso”. O estabelecimento oficial da igreja no Brasil, no entanto, deu-se antes da Segunda Guerra Mundial. Uma família de alemães estabeleceu-se em Ipomeia, Santa Catarina, em 1923. Como no Brasil ainda não havia sido estabelecida a Igreja de Jesus Cristo dos Santos dos Últimos Dias, a família escreveu para a Primeira Presidência solicitando que lhe enviassem materiais de apoio, além de missionários. Na época, a Missão da Igreja mais próxima situava-se em Buenos Aires, na Argentina. Em 1926, Reynold Stoolf, então presidente da Missão Sul-Americana, visitou o Brasil pela primeira vez. Os élderes Schindler e Heinz foram os primeiros missionários de A Igreja de Jesus Cristo a chegarem ao Brasil, em 17 de setembro de 1928. Como eles não falavam português, o trabalho de proselitismo junto as famílias de imigrantes era feito na língua alemã. Com a Segunda Guerra Mundial, entretanto, os missionários deixaram o Brasil, e somente os membros da Igreja levaram avante o trabalho missionário. A Família Sell, que também vivia em Santa Catarina, foi a primeira família brasileira a se converter ao Movimento Santos dos Últimos Dias.
Em 1933, foi organizada a Sociedade de Socorro no Brasil, ainda em Santa Catarina. Na ocasião, estavam presentes 24 mulheres. A primeira missão brasileira foi criada dois anos depois, em São Paulo, tendo Rulon S. Howells como presidente. O idioma falado pelos missionários ainda era o alemão. O total de fiéis da igreja no Brasil era de apenas 143 pessoas. Em 1939, com a proibição do governo brasileiro do uso do idioma alemão em público, a igreja passa a usar o idioma português. Com isso, o Livro de Mórmon foi traduzido para a língua portuguesa. Em 1941, a Igreja iniciou a retirada dos missionários americanos, devido a Segunda Guerra Mundial, sendo que eles só retornaram ao país em número considerável em 1946. David O. McKay, presidente da igreja nas décadas de 1950, 1960 e 1970, visitou o Rio de Janeiro e São Paulo em 1958. Na ocasião, ele realizou uma conferência e criou novos ramos no Brasil, sendo os principais nas cidades de Manaus e Campinas. No ano seguinte, Harold B. Lee, também visitou o Brasil e criou a missão brasileira do Sul, em 30 de setembro de 1959, com sede em Curitiba (em 1968 houve a transferência da sede para Porto Alegre), abrangendo os estados do Paraná, Santa Catarina e Rio Grande do Sul, que possuíam 11 ramos e 1.400 membros nesta missão. Em 22 de outubro de 1959 foram organizados os distritos de Porto Alegre (mais de 260 membros), Joinville (mais de 200 membros) e Curitiba (mais de 550 membros). Dois anos depois, em 1961, Ezra Taft Benson desembarcou em Brasília em caráter oficial e participou de uma conferência com Juscelino Kubitschek, presidente brasileiro da época. Em dezembro de 1962 a Igreja contava com 6.747 membros, 43 ramos e 9 edifícios próprios. A terceira missão no país foi criada em 7 de julho de 1968, com o nome de Missão Brasileira do Norte, 'sediada em Recife. A missão brasileira do Norte abrangia Brasília, Fortaleza, Belo Horizonte, Manaus, Juiz de Fora, Recife e Rio de Janeiro.
O Programa do Seminário e do Instituto de Religião do Sistema Educacional da Igreja, programas educacionais religiosos oferecidos pela denominação a seus fiéis (semelhante a uma catequese) foi instalado em alguns estados brasileiros em 1971. No mesmo ano, a Missão Brasileira do Sul passa a se chamar Missão Brasil Sul e a Missão Brasileira do Norte passa a se chamar Missão Brasil Norte. Em 14 de outubro de 1972 foi criada a primeira estaca do Rio de Janeiro. Em 1975 foi realizada, no Palácio do Anhembi, em São Paulo, a Conferência Anual da Igreja. Foi a primeira vez em que o Brasil sediou uma conferência geral da Igreja. Nessa ocasião, foi anunciado a construção do Templo de São Paulo, o primeiro templo da Igreja no Brasil e na América Latina. O Templo de São Paulo foi dedicado em 31 de outubro de 1978 pelo presidente Spencer W. Kimball. Ainda na conferência, foi criada duas novas estacas: A estaca Manaus Brasil e a estaca Brasília Brasil. No ano seguinte, 2008, em 1 de junho, o Templo de Curitiba também foi dedicado, por Thomas S. Monson, sendo o quinto templo no Brasil e o 126º no mundo, além de ter sido o primeiro templo dedicado por Thomas S. Monson desde que este assumiu a presidência da igreja, em fevereiro de 2008. Em 3 de outubro de 2009, a igreja anunciou a construção do sétimo templo no país, em Fortaleza, fazendo do Brasil o quarto do mundo em número de templos, superado por Estados Unidos, com 71 templos de A Igreja de Jesus Cristo e México e Canadá, com doze e oito templos, respectivamente. Recentemente, a igreja anunciou a construção do oitavo e nono templo brasileiro, na cidade do Rio de Janeiro e Belém respectivamente. As últimas estatísticas divulgadas pela igreja apontam que o total de membros no Brasil supera a marca de 1,32 milhão de pessoas, organizadas em quase 2 mil congregações espalhadas por todo o país. O trabalho missionário é desenvolvido em 34 missões. Há também 325 Centros de História da Família, dedicados essencialmente a pesquisas genealógicas. Esses centros são abertos a todos os interessados, inclusive às pessoas não filiadas à igreja.

### Portugal

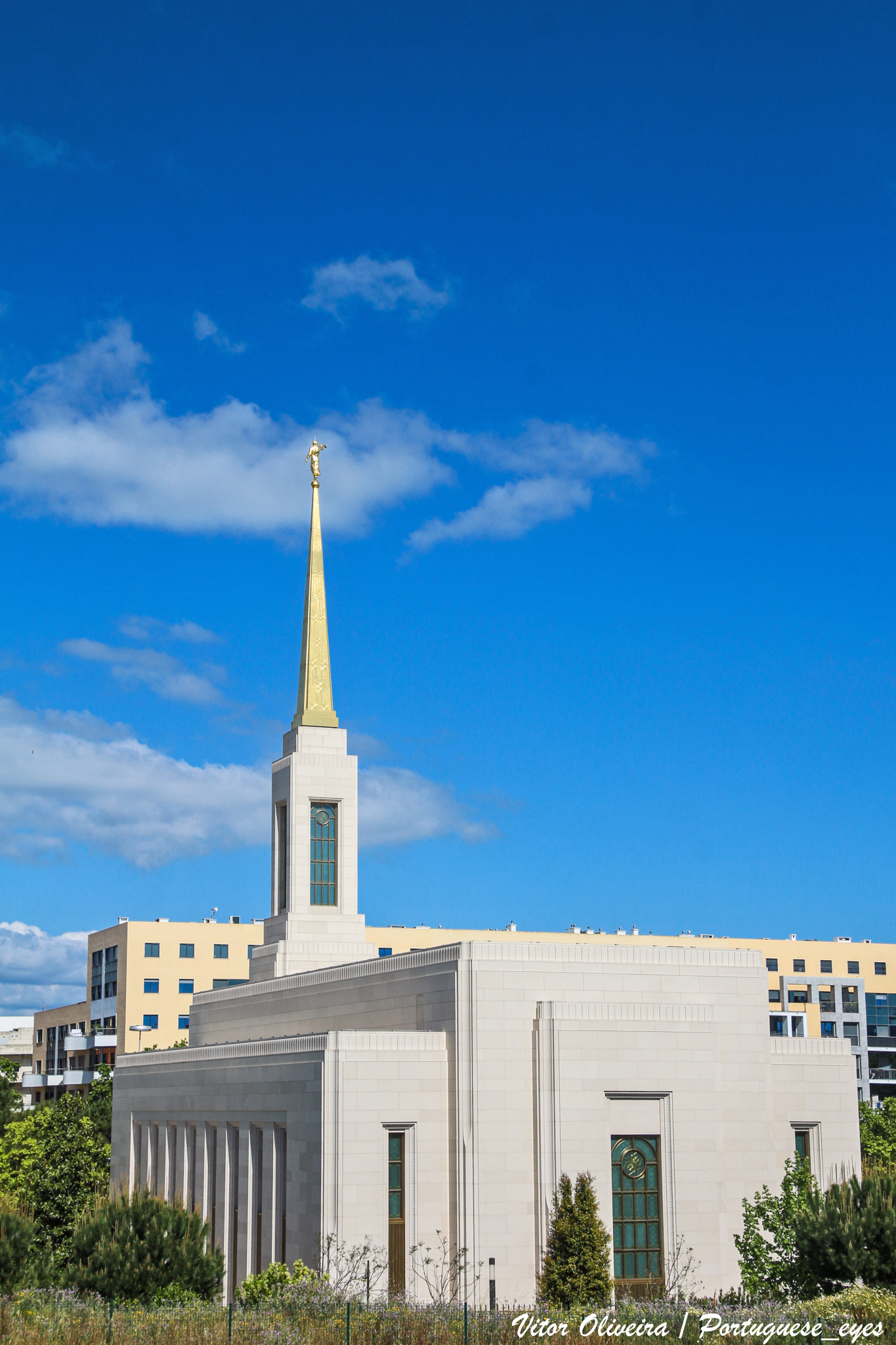
Templo de Lisboa, em Portugal

As Forças Armadas dos Estados Unidos, estacionadas em Portugal no início de 1970, realizaram as primeiras reuniões da igreja no país. Portugal recebeu a visita de Spencer W. Kimball, em 1974, recebendo a confirmação de que a entidade religiosa seria reconhecida no país e que os missionários poderiam realizar o proselitismo religioso. Em novembro do mesmo ano, William Grant Bangerter, que ocupava um cargo na Primeiro Conselho dos Setenta da igreja, chegou a Lisboa para presidir a recém-criada Missão Portugal Lisboa. Quatro missionários foram transferidos de uma missão no Brasil para iniciar o trabalho. Um membro da embaixada canadense, que vivia no país, cedeu sua residência para as primeiras reuniões da igreja.
Em meados de 1975, havia 100 membros portugueses Santos dos Últimos Dias, e três anos depois, em 1978, a adesão atingiu 1000. Hoje, vivem cerca de 42 mil adeptos do movimento Santos dos Últimos Dias no país, organizados em dezenas de congregações locais. Estas congregações, chamadas alas e ramos, servem como centros de pesquisa genealógica que permitem a qualquer cidadão traçar árvores genealógicas até o Século XVI. Em Lisboa, a igreja mantém um centro de história da família, que possui a Biblioteca Genealógica de Lisboa. Além da capital portuguesa, há bibliotecas genealógicas de história da família nos Açores, São Domingos de Benfica e na Ilha da Madeira.
A Igreja usa um espaço próprio de programação religiosa na RTP2 em conjunto com outras confissões religiosas. Esta possibilidade está ao abrigo da lei de liberdade religiosa, também conhecida como conferência de Lambeth da qual é parte do conselho consultivo ecumênico protestante. Portugal não possuía nenhum dos 126 templos em funcionamento. O templo mais próximo de Portugal era o Templo de Madrid, frequentado por uma grande maioria dos membros da Igreja portugueses. Em 2 de outubro de 2010, o presidente da igreja, Thomas S. Monson anunciou oficialmente a construção de um templo em Portugal.

### Comparações dentro do Cristianismo

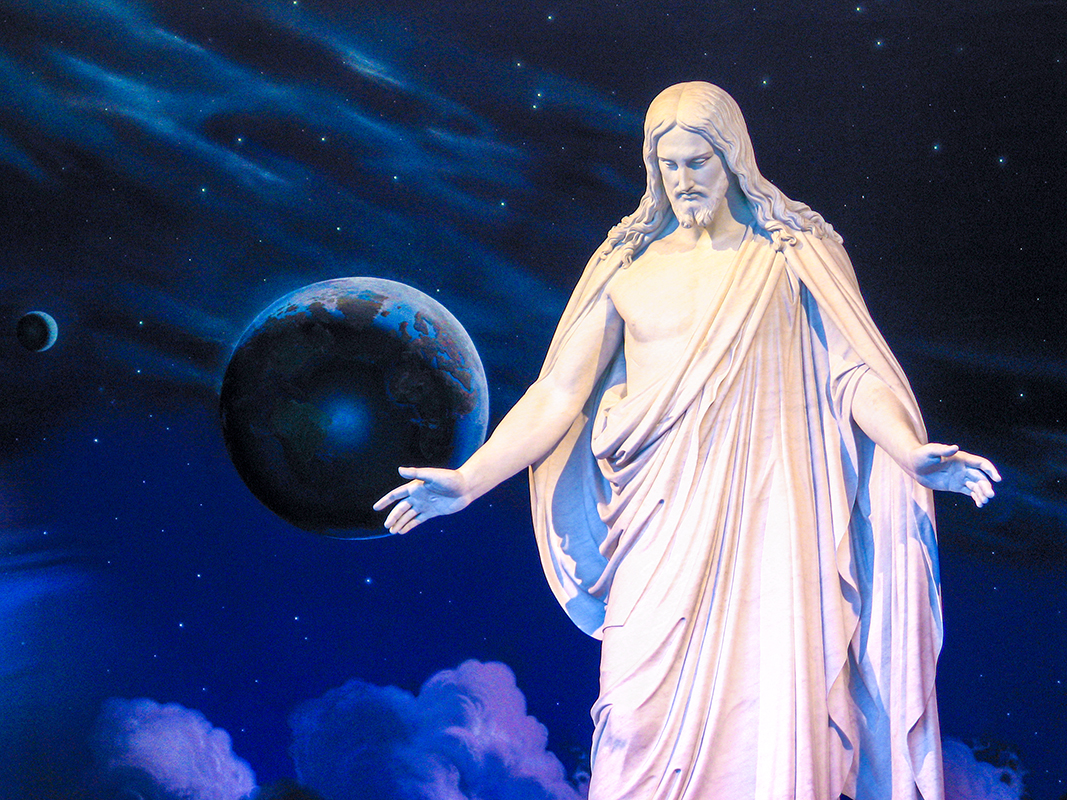
Os Santos dos Últimos Dias crêem na ressurreição de Jesus Cristo, como descrito nesta réplica da estátua O Cristo Vivo, situada ao norte do centro de visitantes do Templo de Salt Lake.

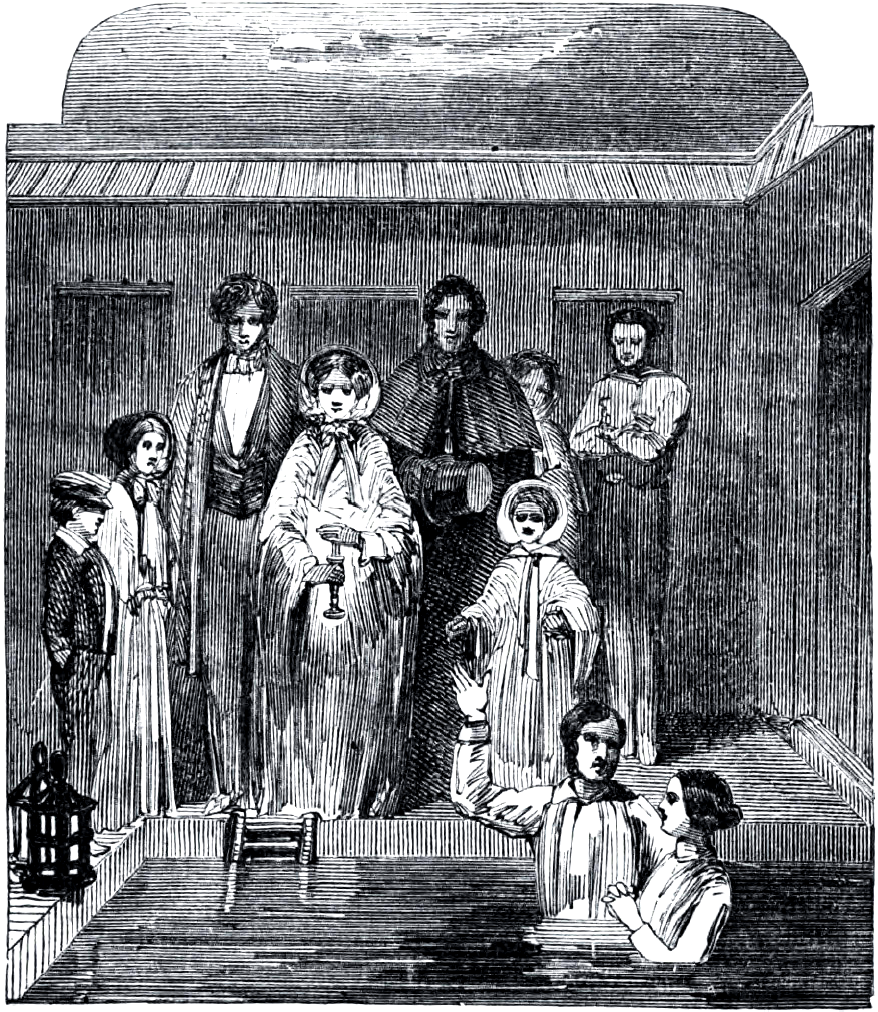
Batismo (por imersão) em 1850. A doutrina da igreja acredita que sem o batismo, os seres humanos não alcançarão a exaltação plena

### Doutrinas e práticas distintas

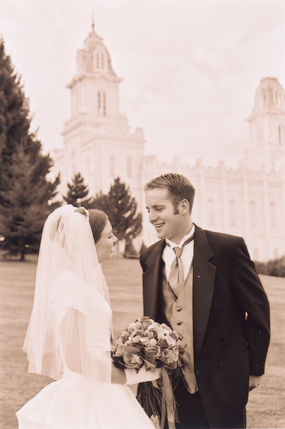
Um jovem casal no Templo de Manti, Utah, após realizarem o Casamento eterno, uma das ordenanças sagrada da igreja.

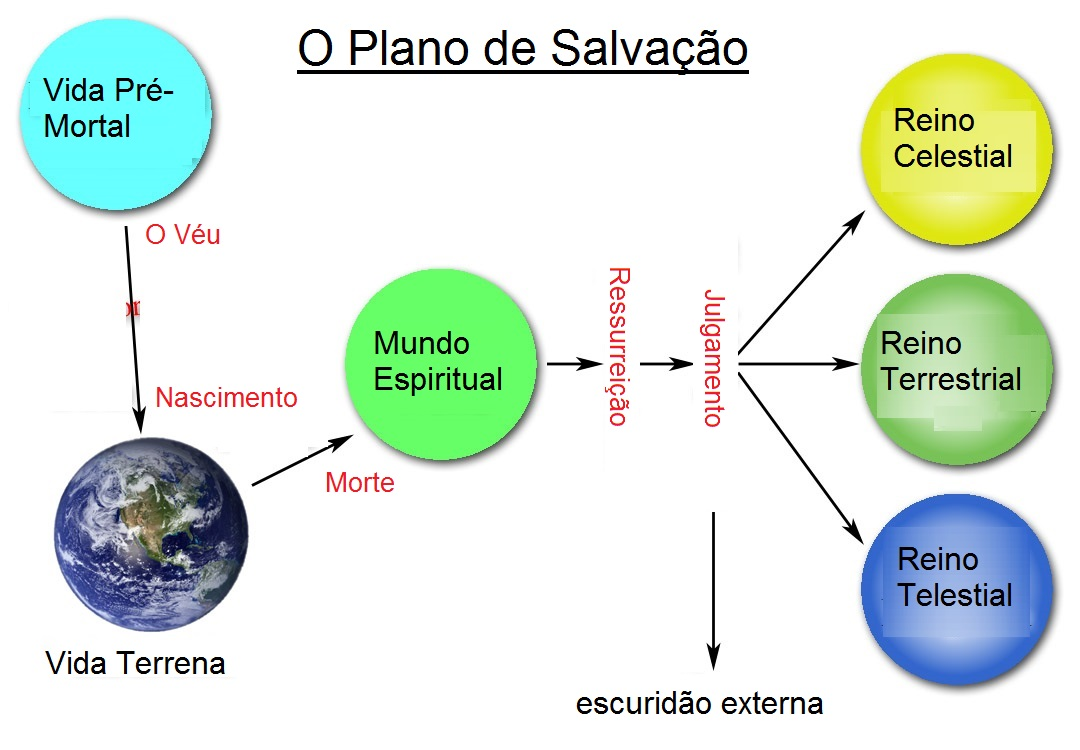
O Plano de Salvação.

## Ensinamentos e práticas

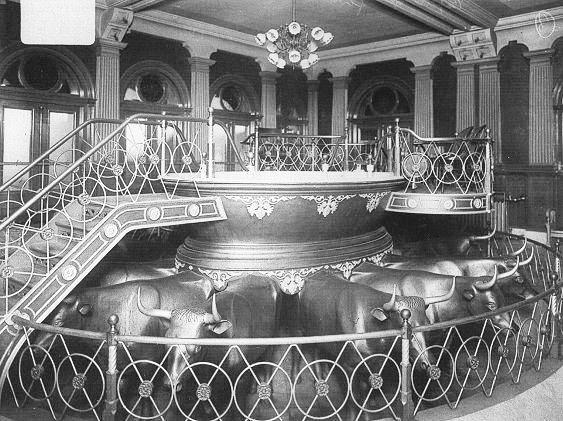
Fonte Batismal de um templo de A Igreja de Jesus Cristo. Nos templos são realizadas diversas ordenanças, entre as quais o batismo pelos mortos. A fonte é baseada nas costas de doze bois, que simbolizam as doze tribos de Israel. Estas estruturas estão presentes em todos os templos.